# Felsengarten Sanspareil

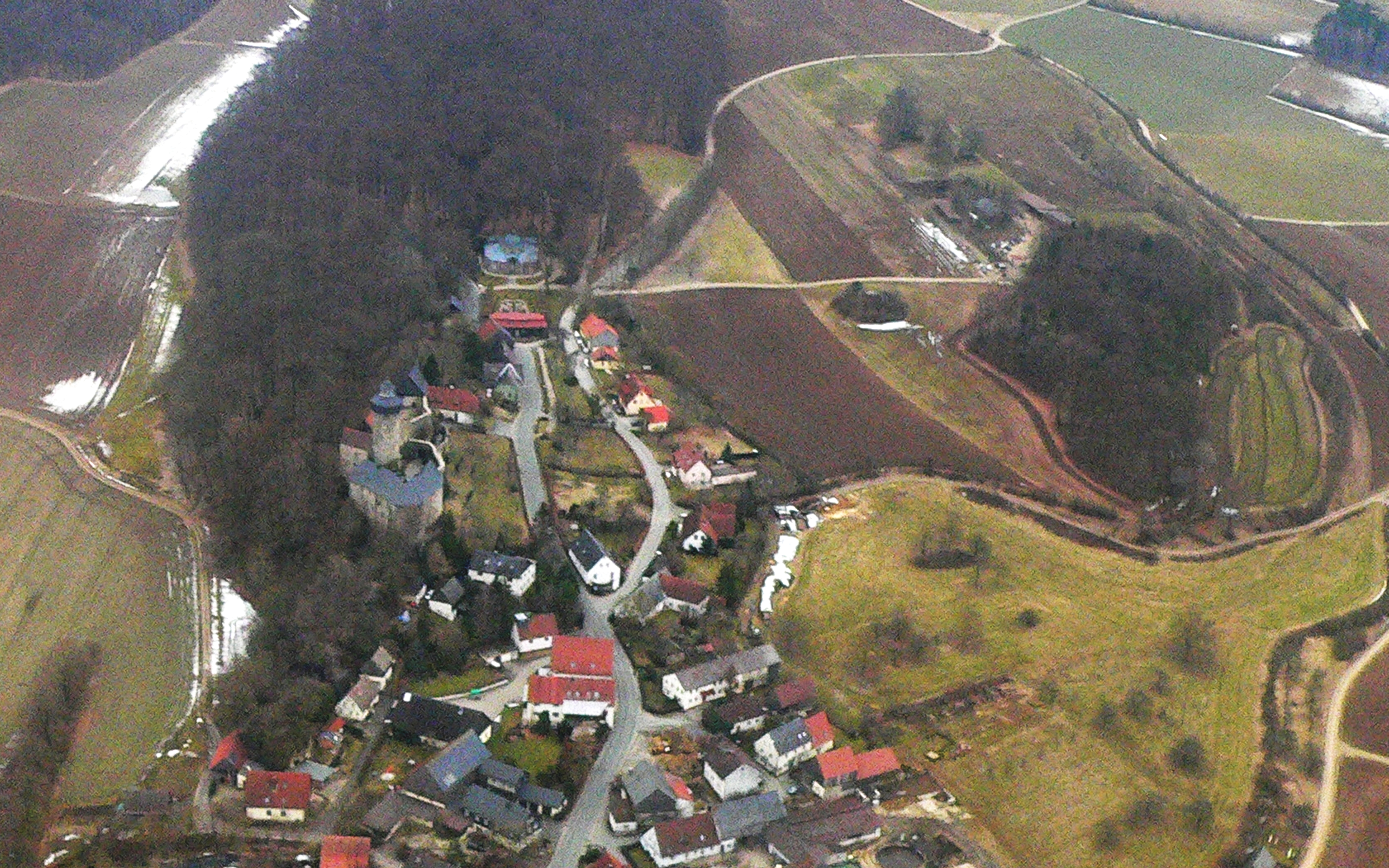
Sanspareil, Westansicht mit Burg Zwernitz, dahinter das Eingangsquartier und der Felsengarten im Buchenhain

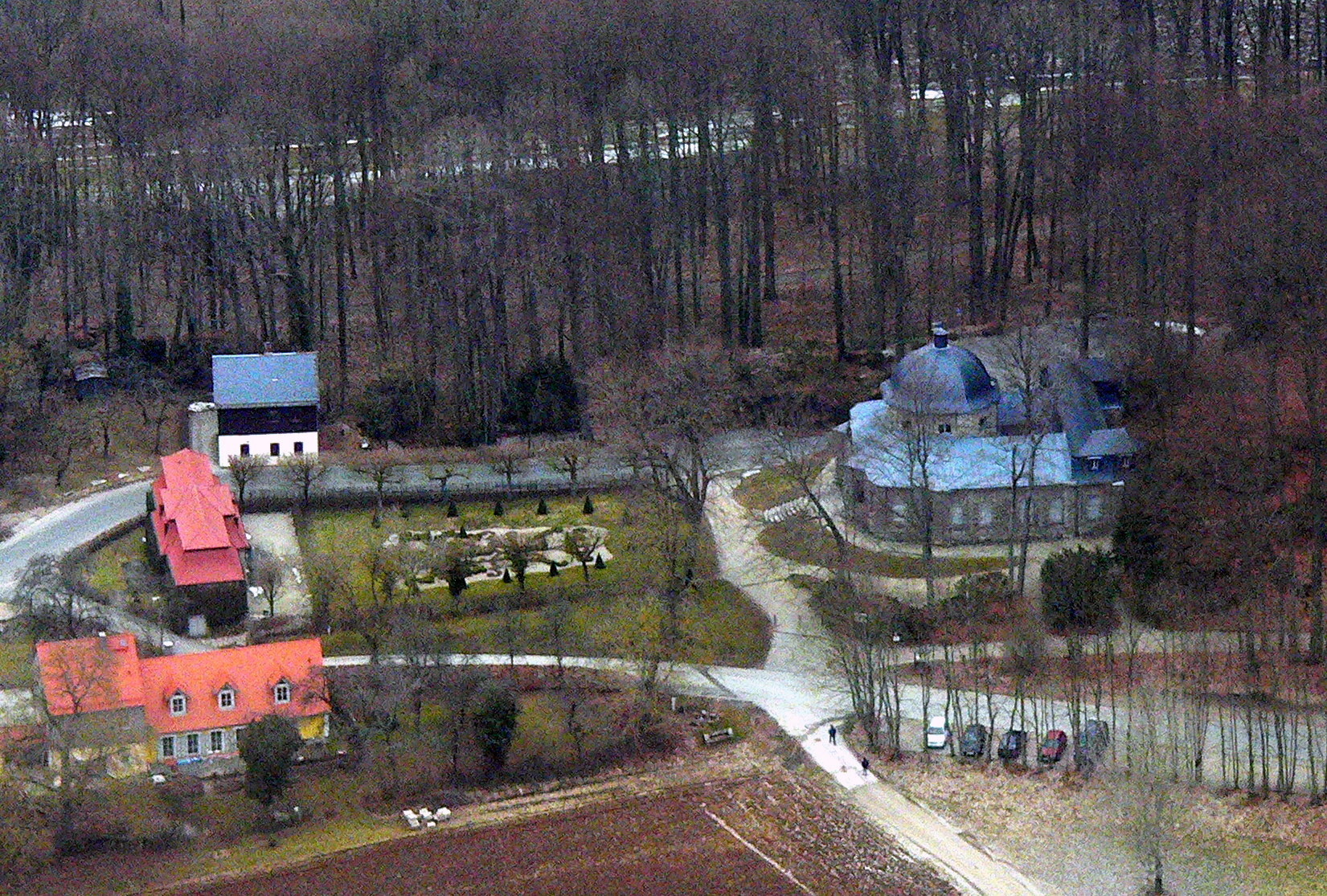
Eingangsquartier mit Küchenbau (links) und Morgenländischem Bau (rechts)

Der Felsengarten Sanspareil (französisch sans pareil [sɑ̃paˈʀɛj] ‚ohnegleichen‘) ist ein 1744–1748 geschaffener englischer Landschaftsgarten in der oberfränkischen Gemeinde Wonsees im Landkreis Kulmbach.
Der Garten schließt die vorhandene Felsenstruktur des Fränkischen Juras sowie die mittelalterliche Burg Zwernitz als Staffagen in das Gartenkonzept ein, dessen Ausführung Markgraf Friedrich von Bayreuth begann und seine Gattin Markgräfin Wilhelmine von Bayreuth nach ihren Vorstellungen vollendete.
Das gesamte Ensemble steht unter Denkmalschutz. Der Garten ist vom Bayerischen Landesamt für Umwelt als Geotop 477R008 ausgewiesen. Siehe hierzu auch die Liste der Geotope im Landkreis Kulmbach.

## Geografische Lage
Der Felsengarten Sanspareil liegt in der Gemarkung des gleichnamigen Gemeindeteils von Wonsees in der Fränkischen Schweiz, dem Nordteil der Fränkischen Alb. Er befindet sich nahe der Stadt Bayreuth, gehört aber zum Landkreis Kulmbach. Der Eingangsbereich zum Felsengarten liegt unterhalb der Burg Zwernitz. Garten, Dorf und Burg sind über die nördlich gelegene Anschlussstelle Schirradorf (Nr. 21) der A 70 zu erreichen.

## Zugang
Der Felsengarten ist ganzjährig frei zugänglich. Die Ausstellungsräume der Burg Zwernitz und das Museum im Morgenländischen Bau sind von April bis Oktober gegen Gebühr zu besichtigen. Das Schlosscafé im Küchenbau ist ebenfalls von April bis Oktober geöffnet. Für die sommerlichen Aufführungen im Ruinentheater wird gesondert Eintrittsgeld erhoben.

## Baugeschichte

### Die Zeit vor Baubeginn 1744
In Urkunden des Jahres 1434 ist erstmals unter der Bezeichnung „Han zu Zwernitz“ ein Buchenhain unterhalb der Burg Zwernitz erwähnt. Der Ort Sanspareil hieß bis 1746 Zwernitz. 1604 rühmte der in Wonsees geborene Humanist Friedrich Taubmann den Hain wegen seiner Schönheit und beschreibt ihn in seinem Werk Schediasmata poetica ausführlich. François de Salignac de La Mothe Fénelon verfasste 1694–1696 den Abenteuer-, Reise- und Bildungsroman Les Aventures de Télémaque, fils d’Ulysse, der 1733 unter dem Titel Die seltsamen Begebenheiten des Telemach in deutscher Sprache erschien. Der Roman, der sich größter Beliebtheit in den höfischen Kreisen der damaligen Zeit erfreute, bildete zehn Jahre später die Grundlage für das Programm des Landschaftsgartens Sanspareil.

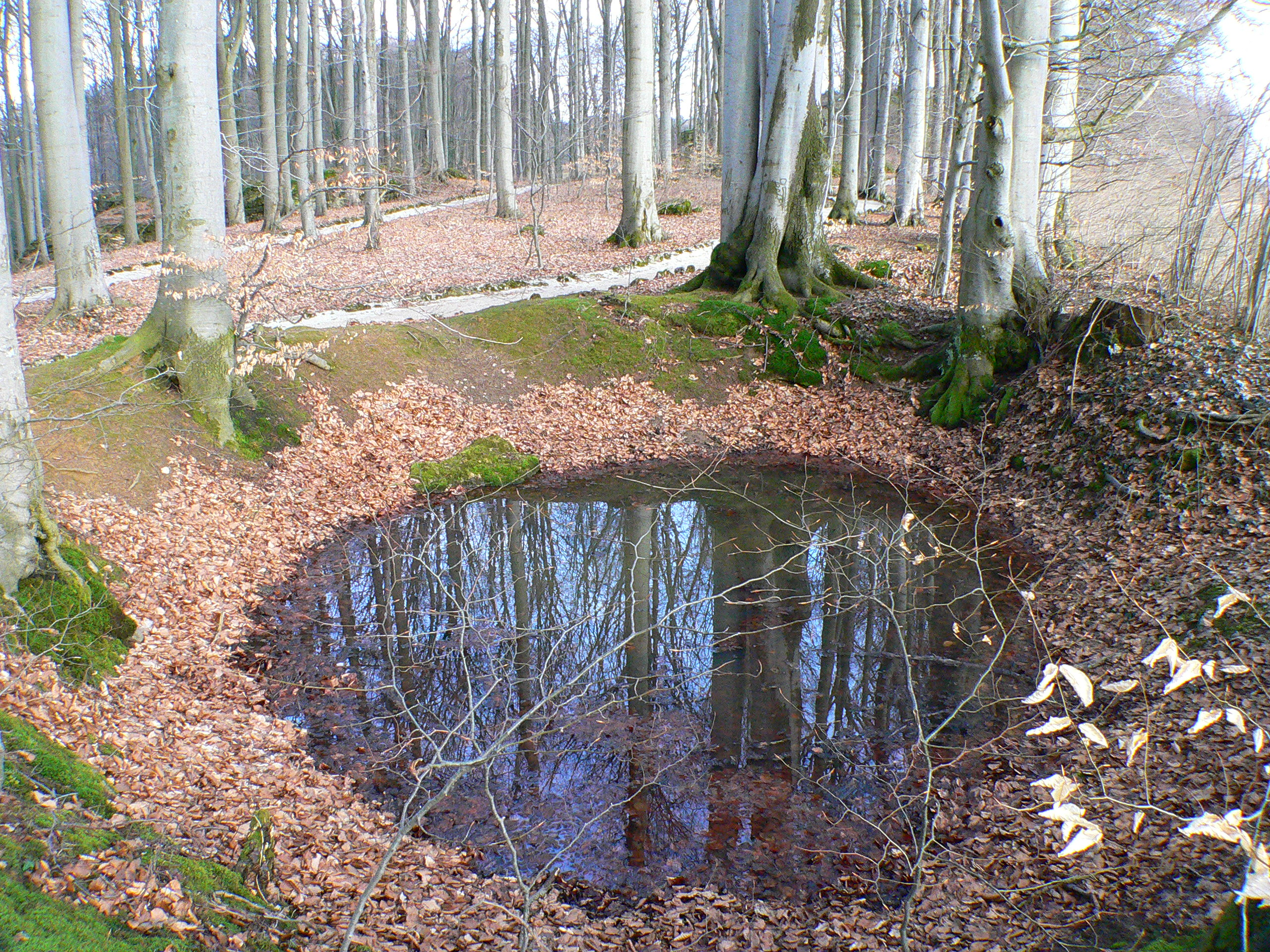
Relikt gescheiterter Wasserkunst: Felszisterne

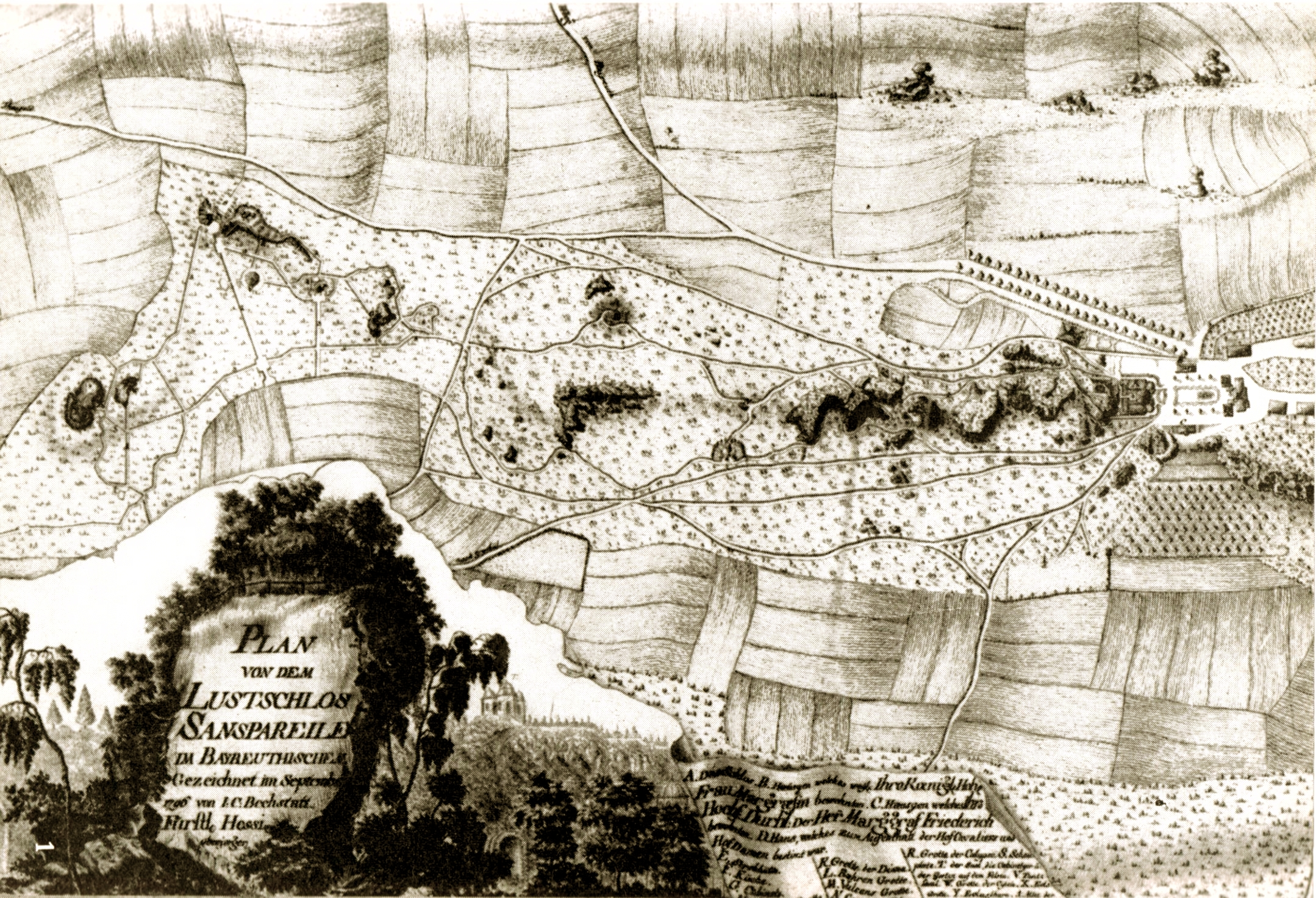
Erste Karte vom Felsengarten Sanspareil 1796

### Auf- und Ausbau 1744–1796
Im Frühjahr 1744 begannen auf Anordnung des Markgrafen Friedrich von Bayreuth die Arbeiten an der Anlage nach Plänen des Gartenarchitekten Joseph Saint-Pierre. Bereits im April desselben Jahres zog Markgräfin Wilhelmine in die Burg Zwernitz ein. Der Burgverwalter bestätigte am 17. April den Empfang von Möbeln aus dem Bayreuther Schloss, darunter Betten für das Markgrafenpaar. Wilhelmine überwachte die weitere Ausführung der Baumaßnahmen. Sie brachte zahlreiche eigene Vorschläge, besonders für das Gartenprogramm nach dem Roman von Fénelon, ein. Ende 1744 waren das Referentenhaus, das Holzstoßhäuschen und das Belvedere fertiggestellt. Im Folgejahr begannen die Bauarbeiten am Morgenländischen Bau, Burggrafenhaus, Markgrafenhaus und am Küchenbau unter maßgeblicher Beteiligung des Hofstuckateurs Giovanni Battista Pedrozzi. 1746 folgten die Arbeiten am Ruinen- und Grottentheater nach dem Vorbild des Bayreuther Ruinentheaters.
1746 erhielten Dorf und Hain Zwernitz den Namen Sanspareil. Zwei Jahre später waren alle Arbeiten am Garten und an den festen Bauten abgeschlossen und die Anlage konnte mit der Fertigstellung der Stuckaturen im Saal des Morgenländischen Baus als vollendet gelten. Versuche, die zu dieser Zeit in der Gartenkunst obligatorischen Wasserkünste einzubauen, scheiterten.
1748 und 1749 erschienen die ersten Veröffentlichungen über den Garten Sanspareil. Ebenfalls 1749 veröffentlichte Johannes Thomas Köppel die erste Serie von fünf Stichen mit Motiven des Gartens. Der letzte Markgraf Alexander von Ansbach-Bayreuth ließ 1769 bis 1791 einige Staffagen hinzufügen.
J. C. Bechstatt, Fürstlich Hessischer Oberjäger, zeichnete im September 1796 den ersten vollständigen Plan der Gesamtanlage. Reisedichter lobten den Landschaftsgarten Sanspareil, so 1787 Johann Michael Füssel und 1796 Johann Heinrich Daniel Zschokke.

### Verfall und Restauration
1810 kamen Burg und Garten zusammen mit dem Markgraftum Bayreuth zum Königreich Bayern. Zunächst verfielen die Staffagen im Felsengarten, dann auch die festen Bauten. 1830 warf ein Blitz den Aeolustempel vom Felsengipfel und die Anlage durfte auf Anordnung von König Ludwig I. nicht mehr betreten werden. 1832 wurden der Küchenbau, der hölzerne Tanzsaal und das übrig gebliebene Eisen- und Blechwerk des Aeolustempels zur privaten Entnahme von Baumaterial verkauft. 1835 brach man wegen Baufälligkeit das Belvedere ab und 1839 das Burggrafen- und das Markgrafenhaus sowie das Referenten-, das Holzstoß- und das Dianenhaus. Das Strohhaus war zu dieser Zeit bereits verschwunden.
1942 wurden Burg und Garten der Bayerischen Verwaltung der staatlichen Schlösser, Gärten und Seen unterstellt, die zuerst 1951 den Garten und dann auch den Morgenländischen Bau instand setzte und diesen schließlich, neu ausgestattet, 1956 der Öffentlichkeit übergab. Zwei Jahre vorher erschien der erste Amtliche Führer Felsengarten Sanspareil und Burg Zwernitz von Erich Bachmann, der am Beispiel des Landschaftsgartens Sanspareil diese Art der Gartenanlage als eigenständigen Typus „Felsengarten“ bezeichnete. Dieser Terminus wurde von der Fachliteratur anerkannt.

## Gartengeschichtliche Einordnung
Der Buchenhain östlich der Burg Zwernitz stellt nicht nur wegen der zahlreichen Formationen von Kalksteinfelsen, sondern auch wegen des Buchenbestandes einen Sonderfall dar. Nur unter besonderen Bedingungen kommen Buchen an Nordhängen im wasserarmen Fränkischen Jura zu langfristigem Wachstum.
Die seit dem Mittelalter überlieferte Bezeichnung Hain deutet darauf hin, dass er, abgesehen von rhythmischen Wachstumsschwankungen, Jahrhunderte hindurch unverändert blieb. Am Nordrand des Haines gibt es aber auch einen Fichtenbestand, der schon in alten Beschreibungen des 18. Jahrhunderts vorkommt: „Die stärksten Fichten standen schlank und edel in diesem Fichtensaal und ließen kaum die Mittagssonne herein“. Beim Parterre des Eingangsquartiers wuchsen Ebereschen, Kastanien, Linden und Obstbäume; an der Mentorsgrotte standen Beinweiden und die samtne Kaudelweide, den Tanzsaal umzog ein doppelter Kreis von Linden und wilden Kastanienbäumen und die Kalypsogrotte beschatteten Silberbirke, Ahorn und Fichte. Faulbeergesträuch krönte die Felsengipfel. Diese Arten waren in der Landschaft bereits ursprünglich vorhanden. Sicher ist, dass man den Baumbestand lichtete, um die Staffagen auf den Felsen weithin sichtbar zu machen. Dies geht aus den Stichen von 1748 und 1793 hervor.
Markgräfin Wilhelmine inszenierte ihren Landschaftsgarten von Beginn an gegen die Architektur der Gärten des Barock und Rokoko, die sich üblicherweise um die verlängerte Hauptachse eines Schlosses oder anderer Gebäudes regelmäßig gliederten. Sie begeisterte sich am 15. September 1749 in einem Brief an ihren Bruder Friedrich den Großen: „Die Lage des Ortes […] ist einzig. Die dort aufgeführten Bauten sind von sonderbarem Geschmack. Die Natur selbst war die Baumeisterin“. Der Garten hatte nicht die belebte Natur zum Hauptgegenstand, sondern vorrangig eine natürliche Felsenlandschaft mit Steinformationen. Selbst für den Englischen Landschaftsgarten waren die natürlichen Vorgaben eher zweitrangig. Was nicht vorhanden war, wurde nachgebaut: Kaskaden, Aussichtsberge, Teufelsschluchten, Sichtachsen und durch Staffagen betont: ein Monopteros und ein chinesisches Tempelchen.
Im zwischen 1717 und 1732 durch den Bildhauer Matthias Bernhard Braun geschaffenen, Bethlém genannten, religiösen Skulpturengarten in Stangendorf bei Kuskus im Riesengebirge und schon vorher bei den in der zweiten Hälfte des 16. Jahrhunderts entstandenen Felsengärten nahe den italienischen Orten Sciacca, Bomarzo und Pitigliano verwendete man das natürliche Gestein lediglich als plastisches Material und verwandelte die Felsen in menschliche und tierische Abbildungen und Gestalten oder Aussichtsterrassen. In Sanspareil dagegen schätzte man sie zum ersten Mal wegen ihrer natürlichen Schönheit und ihres poetischen Stimmungswertes und ließ sie nahezu unverändert.
Ohne die sich um 1720 langsam entwickelnden englischen Landschaftsgärten gäbe es den Felsengarten Sanspareil nicht. Der weitgereiste englische Diplomat Sir William Temple fand schon 1685 die ostasiatische Gartenkunst mit ihren bizarren Felsenformationen schöner als die geometrischen Gärten Europas. Auf Stichen und in Reiseschilderungen beschrieben Missionare wenig später „sinesische durch Kunst gemachte Lustberge und Holen“.
Der um 1735 angelegte Garten Paines Hill in Surrey kam dem Gedanken der Markgräfin Wilhelmine, ein literarisches Programm unter Einbeziehung natürlicher Landschaftsformen wie ein Theaterstück vor dem Gartenbetrachter entstehen zu lassen, schon sehr nahe, nur dass es sich dort um künstliche Felsen- und Grottenbildungen nach einer noch ungebrochenen Tradition aus den Barockgärten handelte. In Sanspareil waren die Felsen echt und wurden in ihren Formen belassen. Dass diese Art des Landschaftsgartens selbst 1825 nichts an Faszination eingebüßt hatte, belegt der Ausspruch von Johann Friedrich Kind, dem Librettisten des Freischütz, beim Durchschreiten des Felsengartens Sanspareil, ihn „durchzitterten Schauer höchsten Entzückens“.

## Ikonographie
Im pseudohistorischen und zugleich utopischen Roman des François Fénelon führt der Autor den jungen Odysseus-Sohn Télémaque (Telemach) und dessen Lehrer Mentor, eigentlich die Göttin Athene in Gestalt eines alten Mannes, durch diverse antike Staaten, die meist durch Schuld ihrer von Schmeichlern und falschen Ratgebern umgebenen Herrscher vor dem Niedergang ihrer Existenz stehen. Fénelon zeigt aber an einem Paradefall, wie sich diese Probleme dank der Ratschläge Mentors durch friedlichen Ausgleich mit den Nachbarn und durch Wachstum stimulierende Reformen lösen lassen, insbesondere durch die Förderung der Landwirtschaft und die Zurückdrängung der Luxusgüterproduktion.
Diese Erzählung wählte Markgräfin Wilhelmine von Bayreuth zur Programmgestaltung ihres Landschaftsgartens Sanspareil (die Bezeichnung Felsengarten wurde erst 1951 geprägt) aus, um im Verlauf verschlungener Wege durch die natürlichen Felsengruppen die Stationen des Telemach für den Spaziergänger anschaulich zu machen. Obwohl der heutige Felsengarten von den vielen, die Scheinwelt des Fénelon unterstützenden Staffagen, nur noch wenige besitzt, ist das ikonografische Programm Wilhelmines immer noch lesbar.
Das Stück, das in und mit der Staffage aufgeführt wird, erzählt von der Suche Telemachs nach seinem Vater Odysseus. Begleitet von dem weisen Mentor landet er nach einigen Abenteuern auf der Insel Ogygia, auf der schon Odysseus bei seinen Irrfahrten sieben Jahre verbracht hatte. Die Nymphe Kalypso nimmt ihn, wie seinen Vater zuvor, gastfreundlich auf und verliebt sich in ihn. Mentor schließlich wirft sich mit Telemach ins Meer, um der Eifersucht Kalypsos zu entkommen. Ein vorbeifahrendes Schiff nimmt die beiden auf und bringt sie nach weiteren Erlebnissen in ihre Heimat, auf die Insel Ithaka, zurück.
Wilhelmine verwandelte den zwernitz’schen Buchenhain in die Insel Ogygia, indem sie der Landschaft durch Staffagen ein literarisches Programm gab. Dieser Gedanke war seiner Zeit weit voraus. Erst Jahrzehnte später wurde er in den romantischen Landschaftsparks zum Allgemeingut. Auch ihr Einfall, die mittelalterliche Burg Zwernitz als „natürliche“ Ruinenarchitektur ins Gesamtbild einzubeziehen, wurde erst fast ein Jahrhundert später im kontinentalen Europa aufgegriffen.

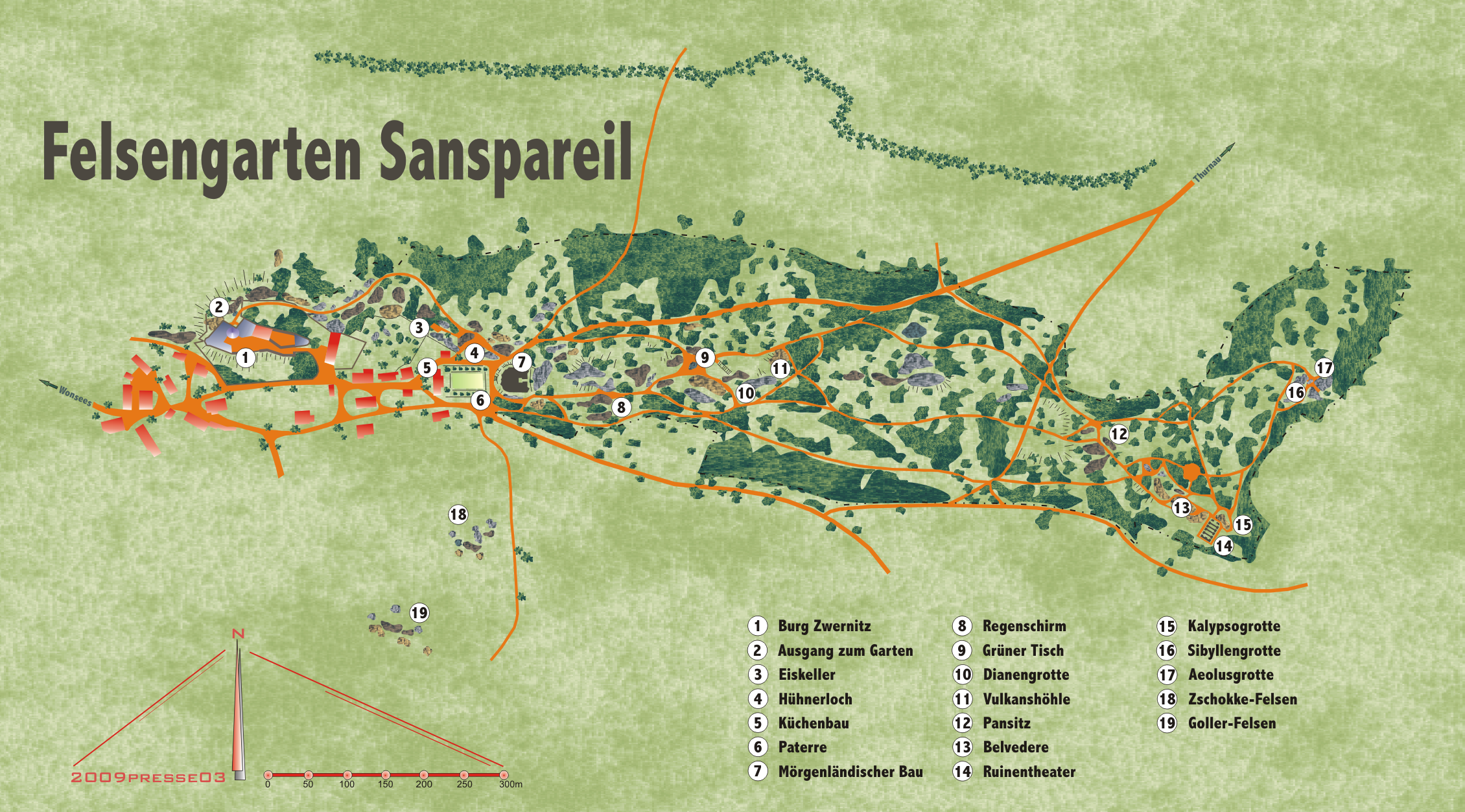

Die bizarren Kalksteinfelsen von Sanspareil dienten als ideale Kulisse für eine gigantische Chinoiserie. Eine ganze Landschaft wurde in das im Barock so bewunderte Reich des Konfuzius übergeleitet, in das utopische Ideal der Schönheit. Unmittelbar hinter dem Morgenländischen Bau beginnt das antike Schauspiel: Über ein Dutzend mythologische Szenen wurden aus den vorhandenen Felsen herausgearbeitet. Dem gewundenen Weg folgend, sind die einzelnen Stationen der Telemach-Abenteuer dargestellt.

## Der Felsengarten und seine Staffagen
Der etwa 13 ha umfassende Felsengarten erstreckt sich von der Nordseite der Burg Zwernitz 1330 Meter nach Osten in einem lang gestreckten Buchenhain, dessen Nord-Süd-Ausdehnung maximal 200 Meter beträgt. 39 Kalksteinfelsen unterschiedlicher Höhen und Gruppierungen befinden sich im Gartenareal. Sie sind durch insgesamt 17,5 Kilometer Fußwege miteinander verbunden. Die meisten der Felsen dienten bei der Gestaltung des Landschaftsgartens 1744 als natürliche Staffagen, einige wurden behauen und wieder andere bildeten Sockel für Kunstbauten, die aber spätestens Anfang des 20. Jahrhunderts durch Verfall oder Naturereignisse verschwanden. Einige der Felsen bergen natürliche Grotten oder kleinere Höhlen, wieder andere stehen derart eng zusammen, dass sie nur spaltenartige Durchgänge ermöglichen.

### Eiskeller und Hühnerloch

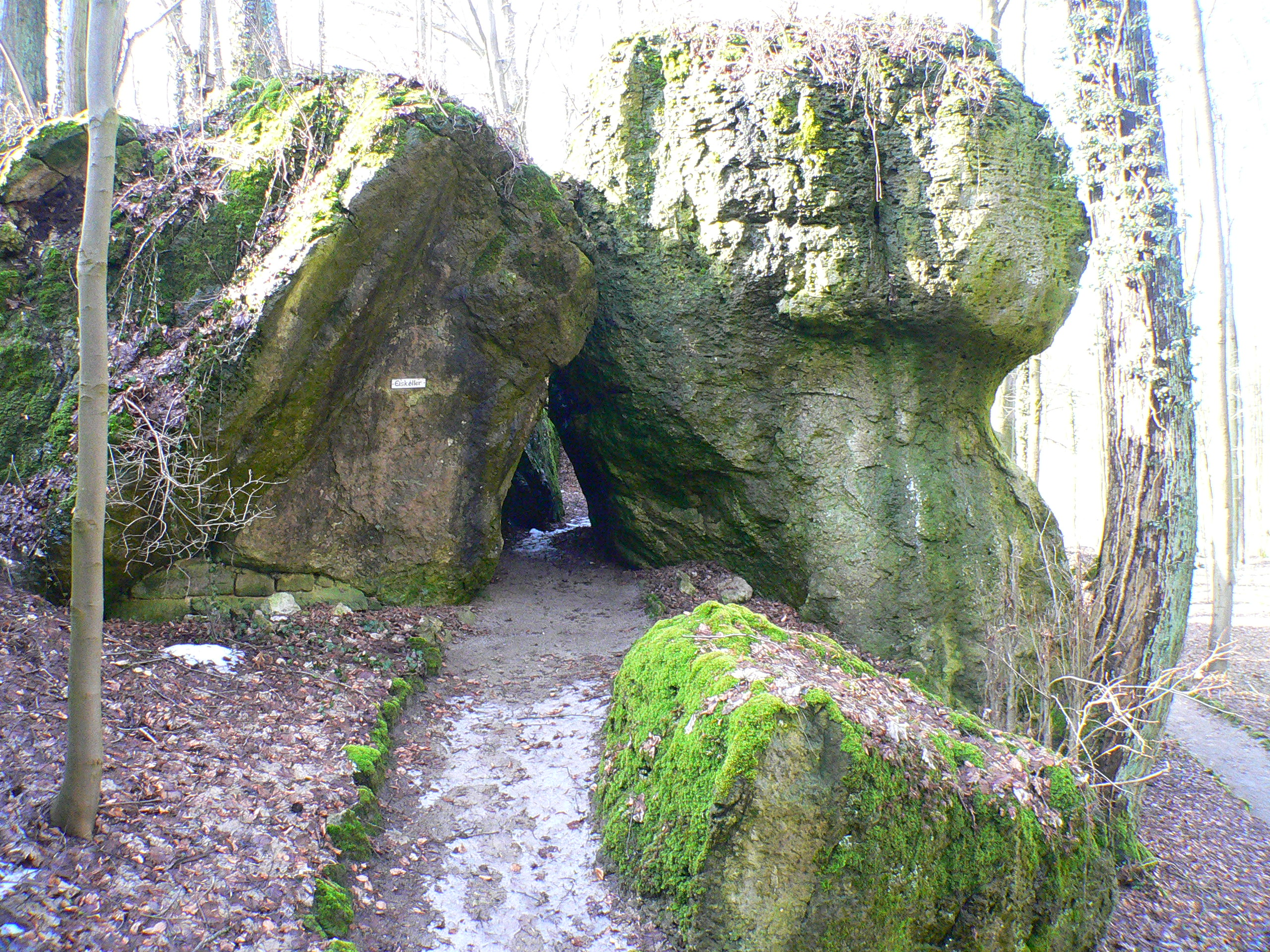
Eiskeller

Unterhalb der Nordflanke von Burg Zwernitz tritt aus dem gewachsenen Felsen ein dunkler, kellerartiger Gang, der vom Kapellenhof der Burg kommend, durch die nordwestlichen Ausläufer des Felsengartens führt. Etwas talseits des ehemaligen äußeren Berings der Vorburg liegen zwei Felsgruppen, zunächst der Eiskeller, ein engpassartiger Schacht mit einer höhlenartigen Vertiefung, und dann das Hühnerloch, ein durchlöcherter Felsen, durch den der Fußweg früher hindurchführte und der jetzt um ihn herumführt. Unmittelbar südlich vom Hühnerloch beginnt der repräsentativ angelegte Eingangsbereich des Gartens im sogenannten Parterre.

### Parterre

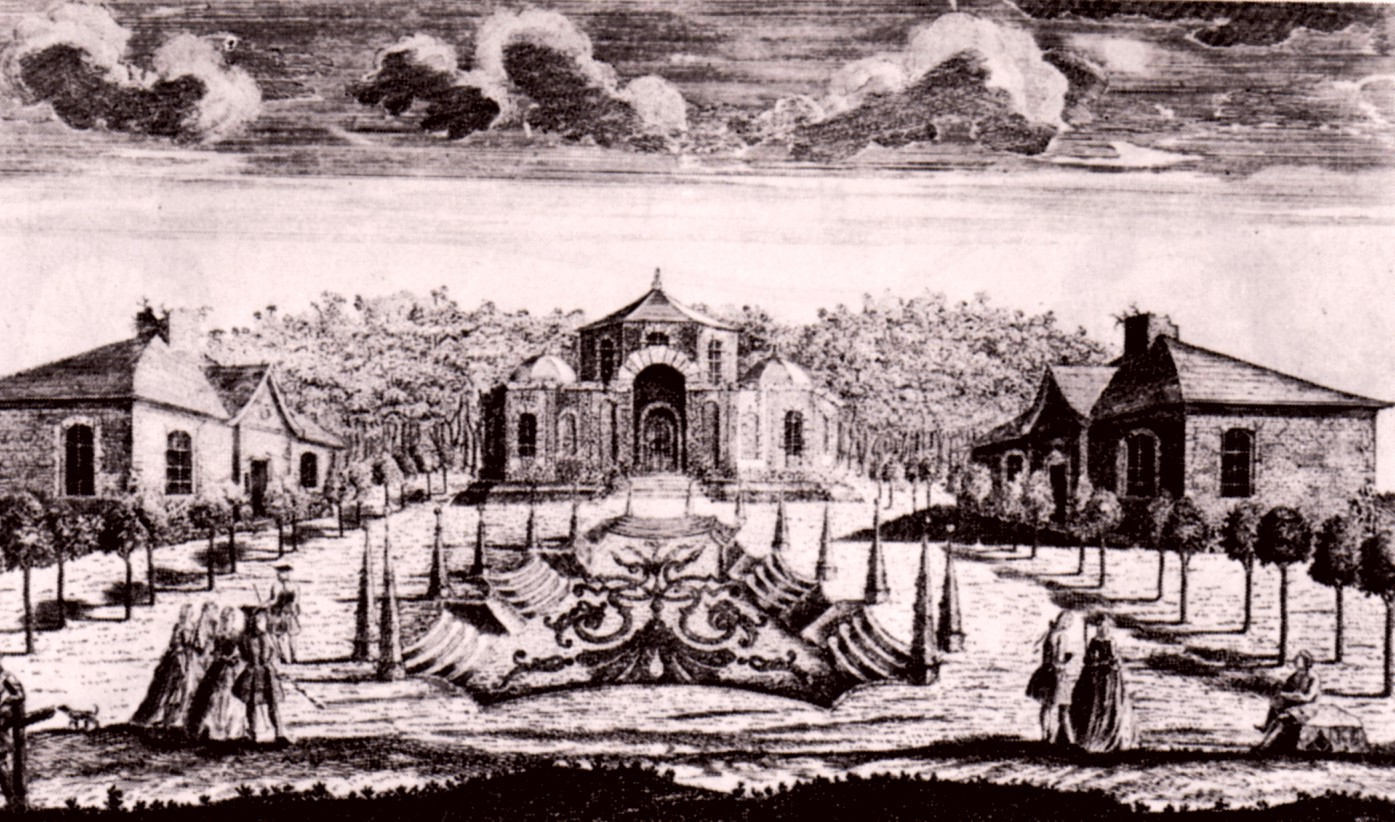
Parterre 1748

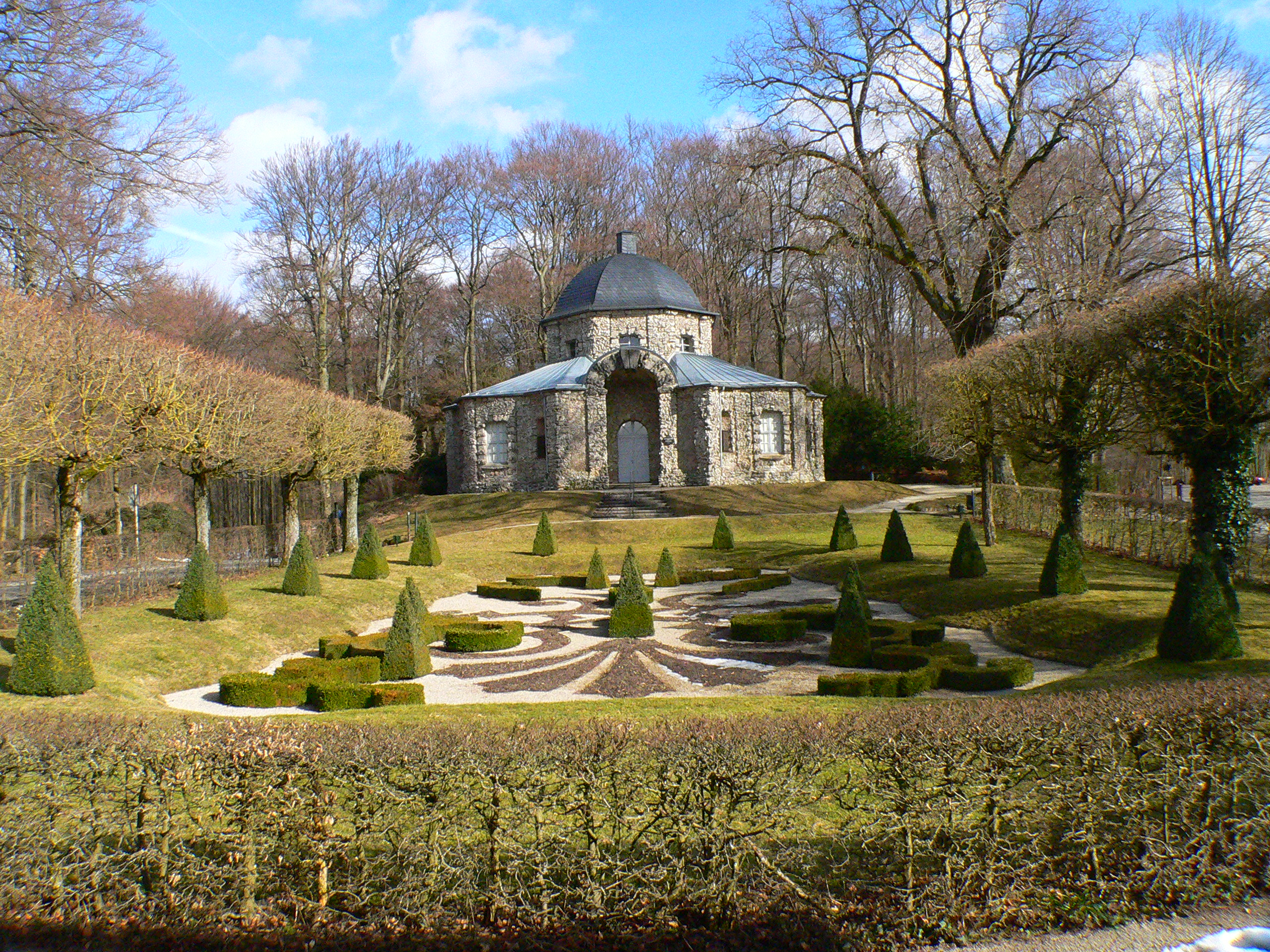
Parterre 2009

Um eine etwa 20 auf 15 Meter große, vertieft angelegte ebene Fläche, das Parterre, gruppierten sich ursprünglich vier Gebäude, beginnend mit dem Küchenbau vor der West- und dem Morgenländischen Bau an der Ostseite. Die Längsseiten des Rechtecks flankierten das Markgrafen- und das Burggrafenhaus, die beide 1839 aus dem Ensemble verschwanden. Das Parterre ist der einzige kleine Teil des Felsengartens, der in der damals herkömmlichen Art der architektonischen Gärten regelmäßig geometrisch angelegt war. Das mit buntem Sand ausgelegte und mit geschwungenen Buchsheckchen bepflanzte innere Viereck ist von Pyramidenbäumen umstellt. Markgraf Alexander von Ansbach-Bayreuth veranlasste erst um 1785 die Pflanzung von Blumenrabatten in der Mitte des Parterres. Dieses Rokokoelement sollte den Widerspruch zum umgebenden Landschaftsgarten deutlich hervortreten lassen. Kurz nach der Rabattenanpflanzung schüttete man jedoch noch vor 1793 den abgesenkten Mittelteil mit seinen Broderien zu, um eine ebene Rasenfläche zu erhalten. Die Pyramidenbäume in Kübeln wurden durch eingepflanzte Etagenbäume ersetzt. 1984 rekonstruierte man die Anlage nach dem Stich von J. T. Köppel aus dem Jahr 1748.

### Referentenhaus
Unmittelbar hinter dem Morgenländischen Bau beginnt der Kernbezirk des Felsenhains. Auf der ersten Felsenkuppe stand das Referentenhaus, ein durch einen offenen Kamin heizbarer Fachwerkbau mit Bruchsteinverblendung. Dort erledigte Markgraf Friedrich von Bayreuth mitunter Regierungsgeschäfte.

### Holzstoßhaus
Auf dem Gipfel des nächsten Felsens, der Ende des 18. Jahrhunderts den romantischen Namen Felsen der Liebe erhielt, stand zwischen den schwebenden Gipfeln der Birken und Buchen ein Häuschen, dessen Außenverkleidung einem Holzstoß glich. Das Holzstoßhaus, dessen Innenwände mit Landschaften in einer Art von Mosaik aus Moos und bunten Steinen dekoriert waren, hatte ein Schindeldach. Der Felsen der Liebe, der nach Norden mit einer steilen Wand abfällt, steht inmitten einiger anderer Felstürme.

### Regenschirm und Strohhaus

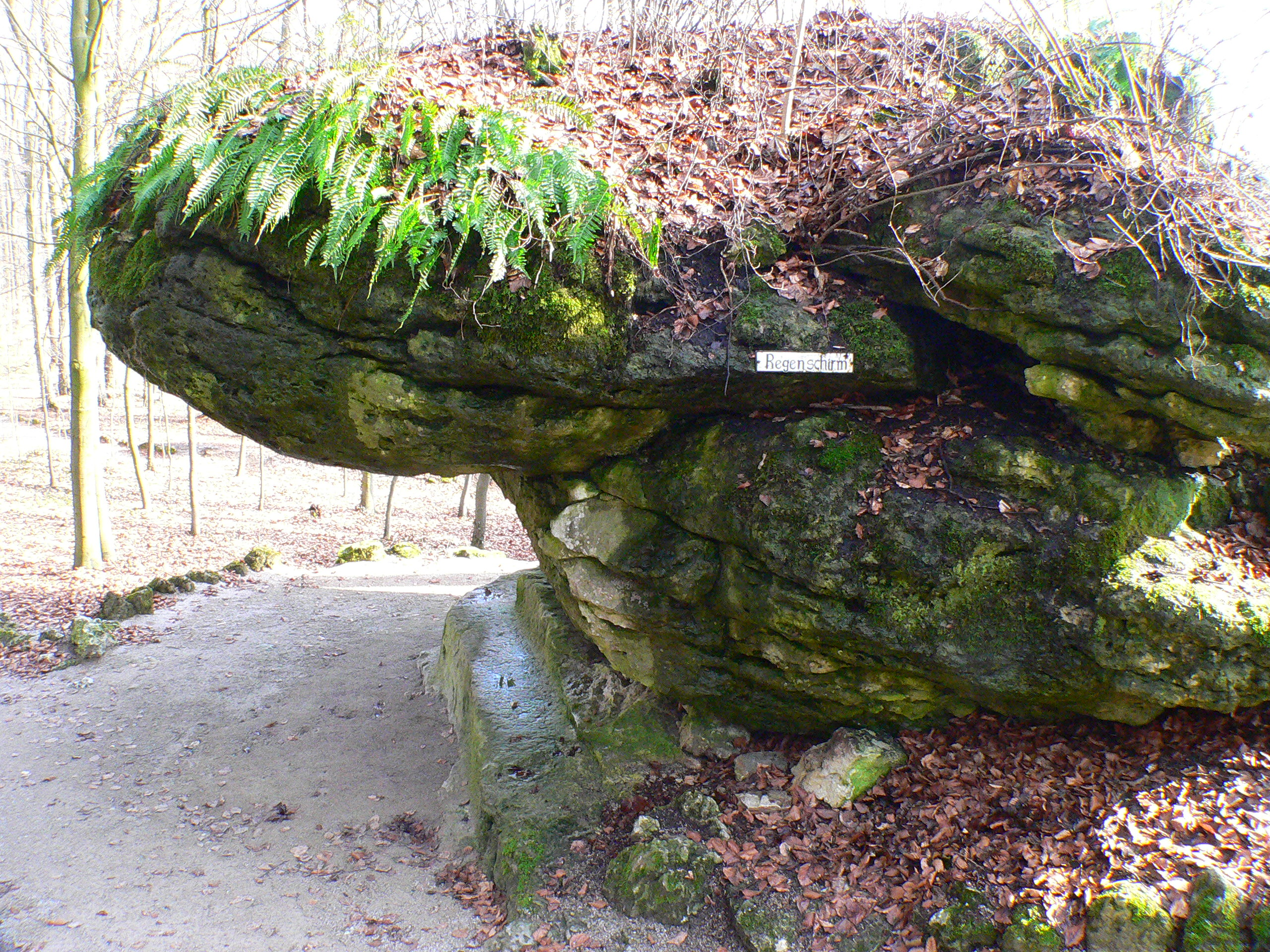
Regenschirm

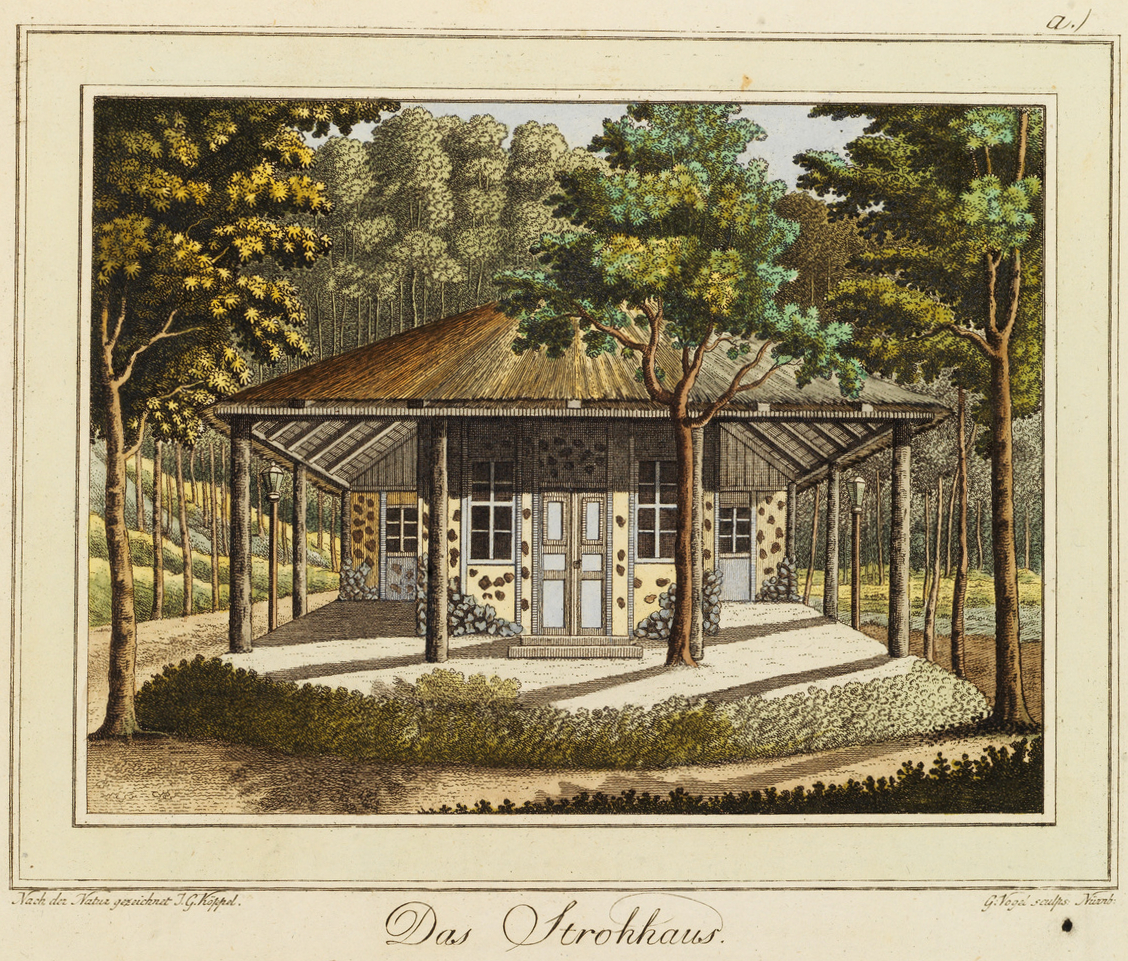
Das Strohhaus, 1793

Etwa 70 Meter vom Parterre entfernt in südöstlicher Richtung befindet sich ein weit überhängender Felsen mit einer Steinbank, der Regenschirm. Von dort aus erstreckt sich eine weite Wiese, an deren Rand ursprünglich das Strohhaus stand, ein mit Rinde verkleideter Fachwerkbau, dessen Ecken aus rohen Tuffsteinen bestanden. Auf unentrindeten Baumstämmen ruhte ein offener Dachstuhl mit weit überhängendem Strohdach, das einen peristylartigen Umgang bildete. Das Strohhaus war der Lieblingsaufenthalt der Herzogin Elisabeth Friederike Sophie von Brandenburg-Bayreuth, der Tochter der Markgräfin Wilhelmine von Bayreuth, die sich ihrerseits mit Vorliebe in die Mentorsgrotte zurückzog.

### Grüner Tisch und Mentorsgrotte
Unweit nordöstlich des Regenschirms bilden acht Felsen ein Rondell, das als die landschaftlich schönste Partie des Felsengartens beschrieben wird: Ganz von Gebirgen und Felsen umfangen formiert sich in schauervollen dunklen Gruppen ein natürliches Felsentheater, in dem sich einige Grotten, Überhänge und Engpässe abwechseln. Den stärksten Überhang bildet die Mentorsgrotte (benannt nach Odysseus’ Schiffbauer und Telemachs Lehrer) und davor der Grüne Tisch, dessen Platte in der Art der Baumlauben ringförmig einen Baumstamm umgibt.

### Dianengrotte
Südlich vom Grünen Tisch folgt unmittelbar eine Schlucht von überhängenden Felsen, welche die Dianengrotte bilden. Ursprünglich war die Grotte mit einer naturalistischen, bunt gefassten Skulpturengruppe, bestehend aus der mit Bogen und Pfeilen bewaffneten Göttin Artemis (röm. Diana) sowie drei Nymphen mit Jagdhunden ausgeschmückt. Auf dem Felsen über der Grotte stand das Dianenhäuschen, eine weitere aus Steinen, Rinde und dergleichen zusammengesetzte „natürliche“ Staffage in Form einer grünen Mooshütte, die außen mit Tuffsteinen verkleidet war und ein Schindeldach besaß.

### Vulkanshöhle und Bärenloch

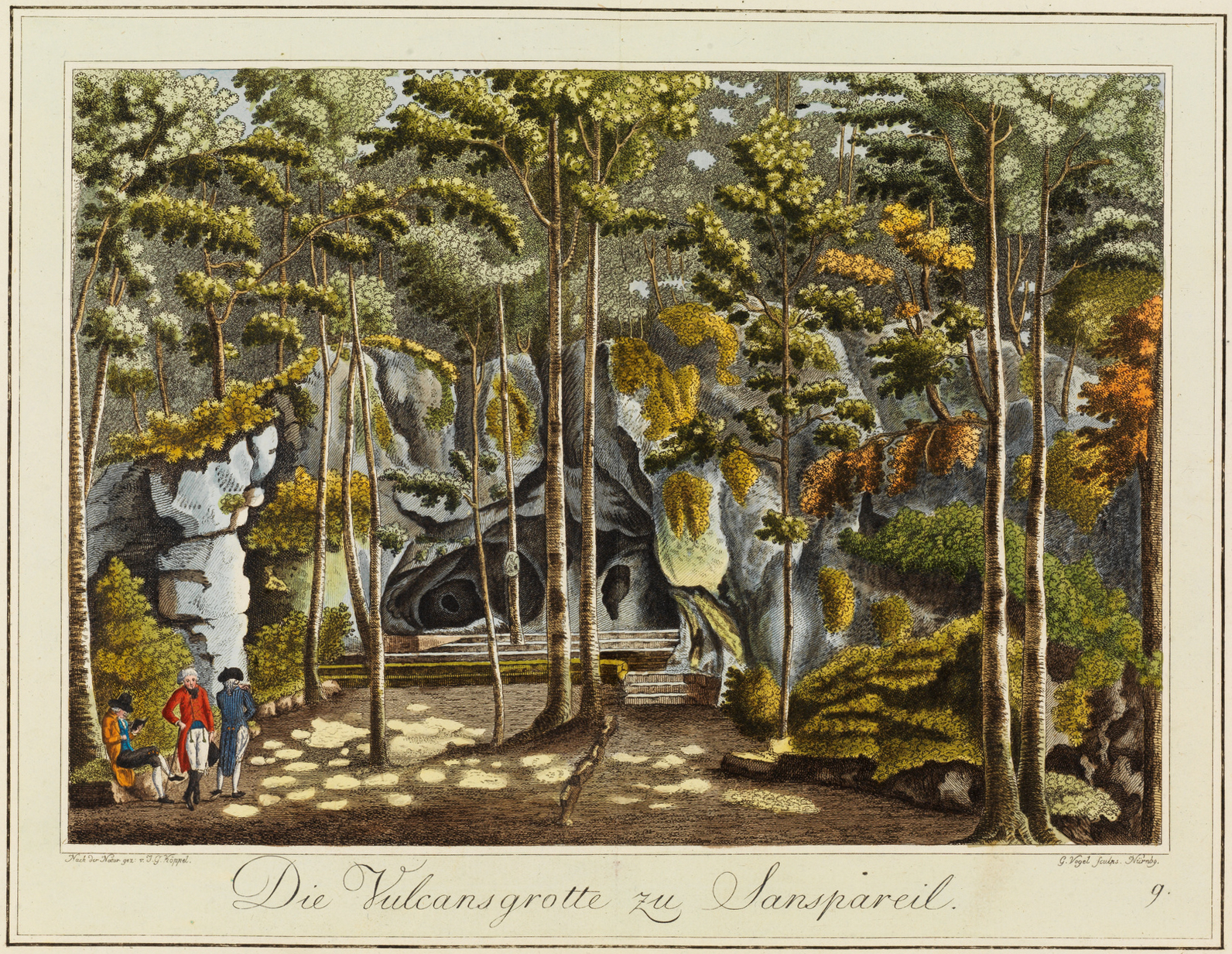
Die Vulcansgrotte, 1793

Ebenfalls an das Felsenrondell grenzend befindet sich östlich davon die Vulkanshöhle, die größte und geräumigste aller Grotten des Felsengartens. Ein Gemälde des Bayreuther Hofmalers Wilhelm Wunder schmückte einst die Rückwand dieser mächtigen Höhle. Es zeigte drei Zyklopen, die dem Hephaistos (röm. Vulcanus) dabei helfen, Donnerkeile für Zeus zu schmieden. In dieser Felsengruppe befindet sich noch eine andere, kleinere Höhle, Bärenloch genannt. Über ihr stand ursprünglich eine Statue der Penelope.

### Belvedere

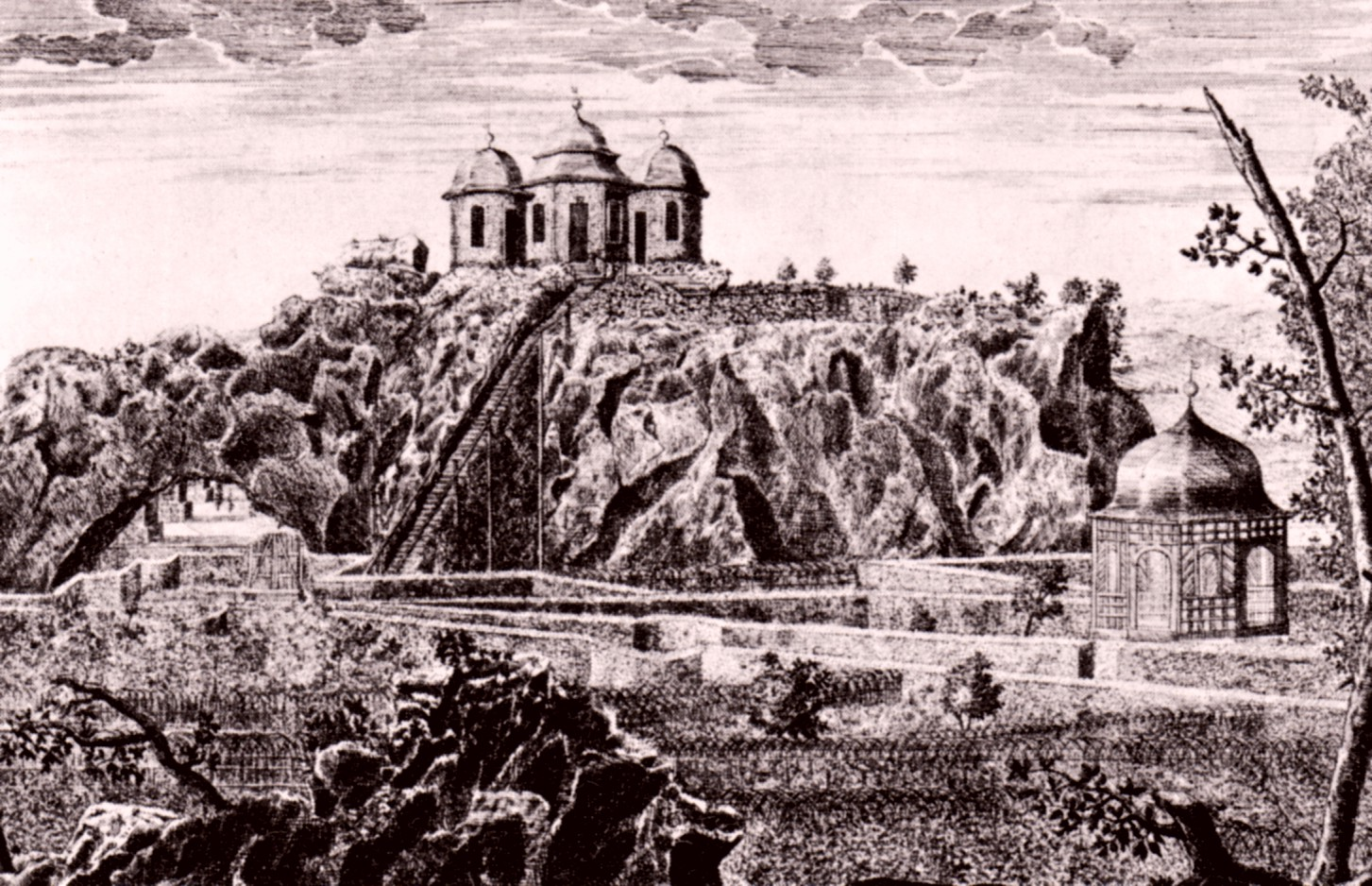
Belvedere und Kalypsogrotte 1748

Die zentralen Staffagen der mythologischen Szenerie um Odysseus und seinen Sohn Telemach befanden sich auf dem Belvederefelsen. Auf ihm, gut 15 Meter über dem Grund, stand das Belvedere, ein Lusthaus in Form eines achteckigen Pavillons, gerahmt von zwei weiteren zylindrischen Bauten. Alle waren aus mit Bruchstein ausgemauertem Fachwerk. Sie besaßen Haubendächer aus Weißblech. Seinem Namen Belvedere (Schöne Aussicht) wird der Felsen gerecht, auch wenn das Haus nicht mehr vorhanden ist. Von hier aus hat man einen weiten Rundblick auf die Fränkische Schweiz bis zum Fichtelgebirge.

### Kalypsogrotte

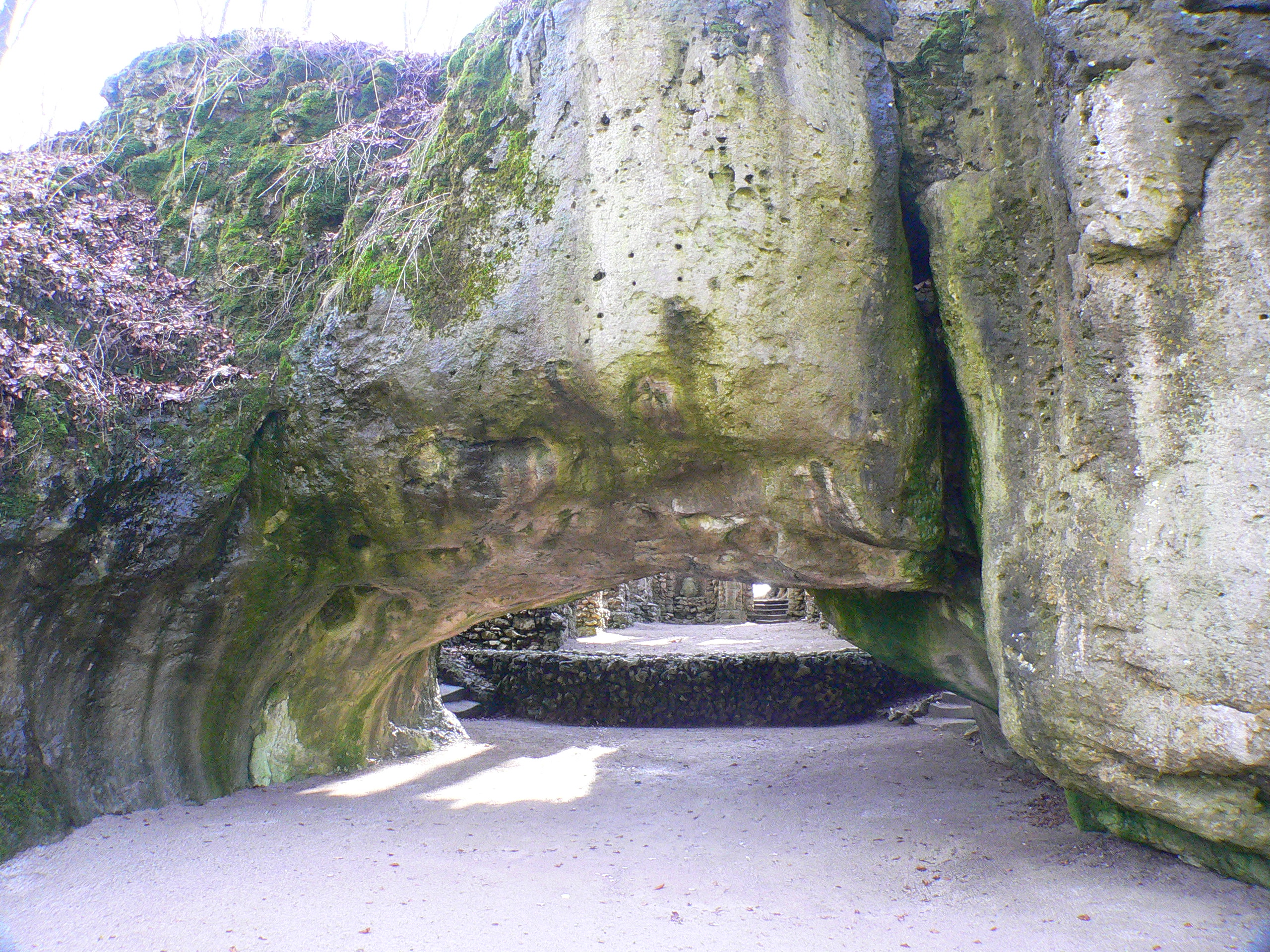
Kalypsogrotte

Am Fuß des Belvederefelsens befindet sich neben der kleinen Sirenengrotte die viel größere Kalypsogrotte und südlich angrenzend, als einzige erhaltene Staffage, das Ruinen- und Grottentheater. Zeitgenössische Beschreibungen erwähnen eine in der Grotte aufgestellte lebensgroße und bunt gefasste Statuengruppe. Dargestellt waren neben Kalypso, die sich von einer Nymphe Erfrischungen reichen lässt, auch der vor ihr kniende Telemach. Aufgrund ihrer Lage unmittelbar vor dem Orchestergraben des Ruinentheaters und ihrer Ausdehnung war die Kalypsogrotte als regensicherer Zuschauerraum nutzbar.

### Sibyllen- und Aeolusgrotte

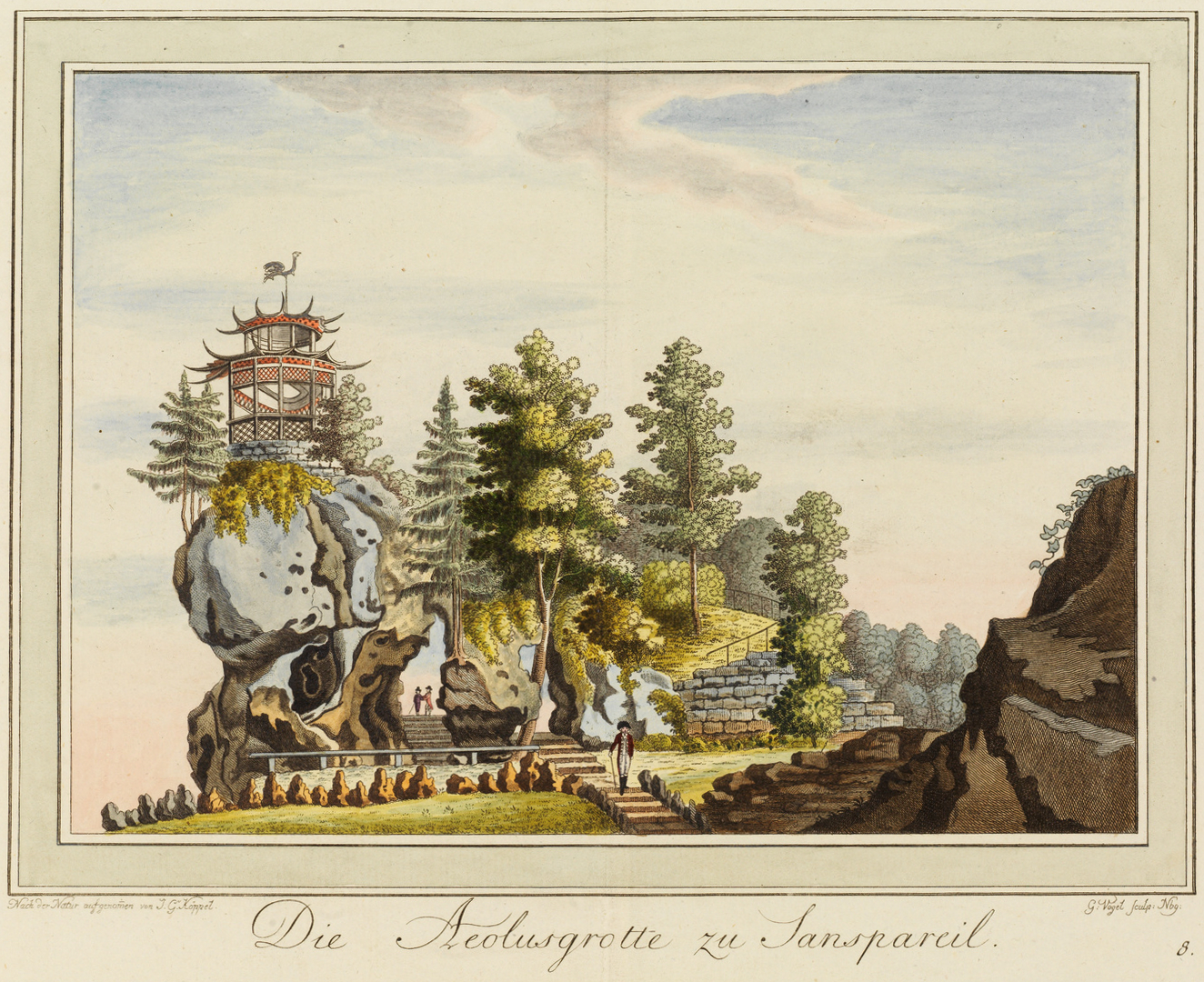
Aeolusgrotte mit Tempel, 1793

Im Aeolusfelsen, dem östlichsten Felsen im Garten von Sanspareil, befinden sich die Sibyllen- und die Aeolusgrotte. Ursprünglich standen in der Sibyllengrotte die Statuen von Sibylle, vor einem Tempel stehend, und Telemach, dem gerade sein bevorstehendes Schicksal vorhergesagt wird. Markgraf Carl Alexander von Ansbach-Bayreuth ließ auf dem der Windgottheit Aiolos (röm. Aeolus) gewidmeten Felsen den Aeolustempel errichten, zu dem man nur über zwei Felsenbrücken gelangte.

### Zschokke- und Gollerfelsen

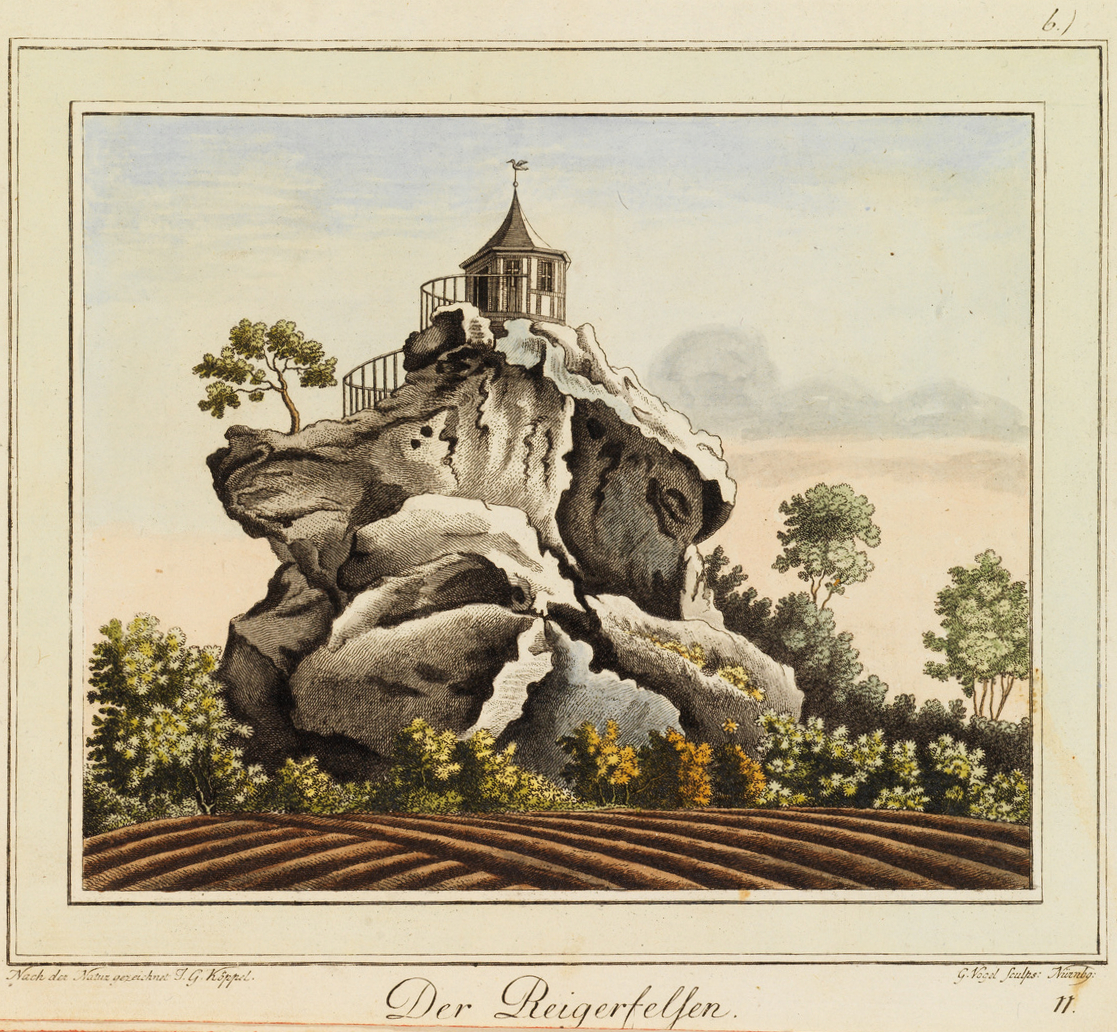
Gollerfelsen (auch Reigerfelsen), 1793

Ein ganzes Stück südlich des Parterres und der Burg Zwernitz liegen im freien Feld zwei klippenartige Felsengruppen, die man als Randstaffagen in den Garten einbezogen und durch Wege mit dem Hain verbunden hat. Die nördlichere der beiden Gruppen enthält den pilzartigen Zschokkefelsen (benannt nach dem Dichter Johann Heinrich Daniel Zschokke) und die südlichere den Gollerfelsen, im 18. Jahrhundert auch Reigerfelsen genannt. Ursprünglich trug er einen Pavillon, der wahrscheinlich unter Markgraf Carl Alexander von Bayreuth errichtet worden war. In einer Höhle am Fuß des Gollerfelsens stand die lebensgroße, farbige Statue eines Eremiten, der in einem Traktat des Theophrastus Paracelsus las. Hinter den Felsen verliert sich der Felsengarten in die freie Landschaft, wie bei den späteren klassischen Landschaftsgärten allenthalben üblich. Nach Norden bietet die Zschokkefelsengruppe einen ungewöhnlich eingerahmten Blick zurück auf Burg Zwernitz.

## Gebäude im Felsengarten
Außer der Burg Zwernitz sind von den festen Bauten des Felsengartens nur der mittlere Teil des Küchenbaus, der stark veränderte Morgenländische Bau, der als Museum genutzt wird, und das wieder bespielte Ruinen- und Grottentheater erhalten geblieben.

### Burg Zwernitz

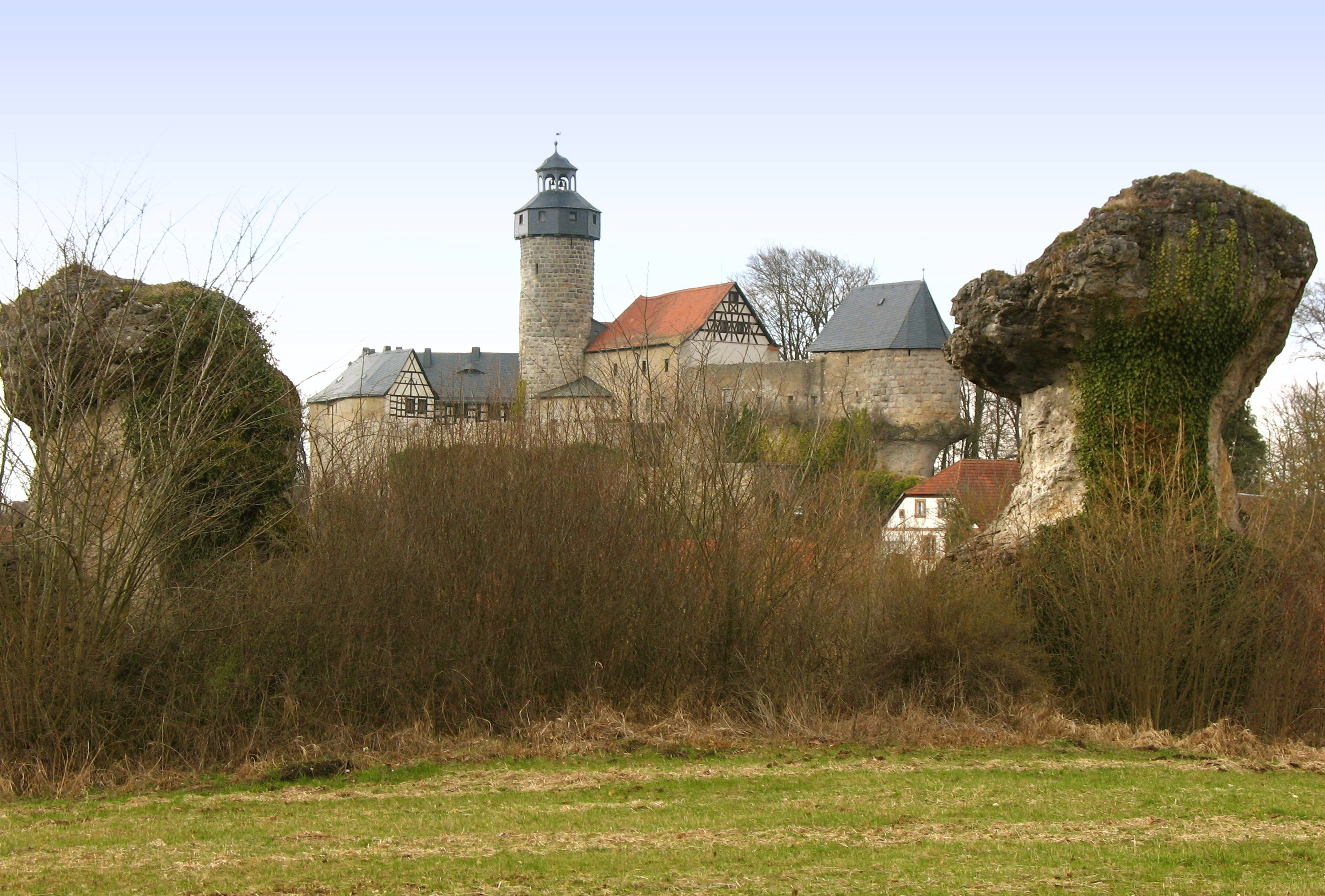
Burg Zwernitz von den Zschokkefelsen aus gesehen

Die von den Walpoten Friedrich und Uodalrich de Zvernze Mitte des 12. Jahrhunderts errichtete Burg Zwernitz erfuhr in ihrer wechselhaften Geschichte Zerstörungen und Wiederaufbauten. Ihr heutiges Erscheinungsbild stammt vornehmlich aus dem 16. und 17. Jahrhundert. Lediglich Burgfried und Archivbau sowie Teile der Ringmauern der Nieder- und Hochburg basieren auf den mittelalterlichen Ursprüngen. Als Wehrbau war die Burg seit dem 17. Jahrhundert ohne Bedeutung. Spätestens nachdem 1793 der zweite Bering und das Rondell am äußeren Burgtor geschleift worden waren, war die Burg nicht mehr als eine historisierende Landschaftsstaffage des Felsengartens, auf den sich das Interesse ohnehin schon längst gerichtet hatte.
Die Burg in das Konzept des Felsengartens mit einzubeziehen lag nahe, da die Felsenlandschaft dort ihre höchsten Formationen aufwies. Die gewagte Lage des Archivbaus auf einem weit überhängenden Felsen zeigt, wie in beispielhafter Weise die Kalksteinklippe ins Architektonische übertragen und gesteigert wurde. Auch die kurvig geschwungenen Mauern des Berings folgen dicht den Krümmungen des Burgfelsens und nützen so die Vorgaben des verfügbaren Geländes.

### Küchenbau

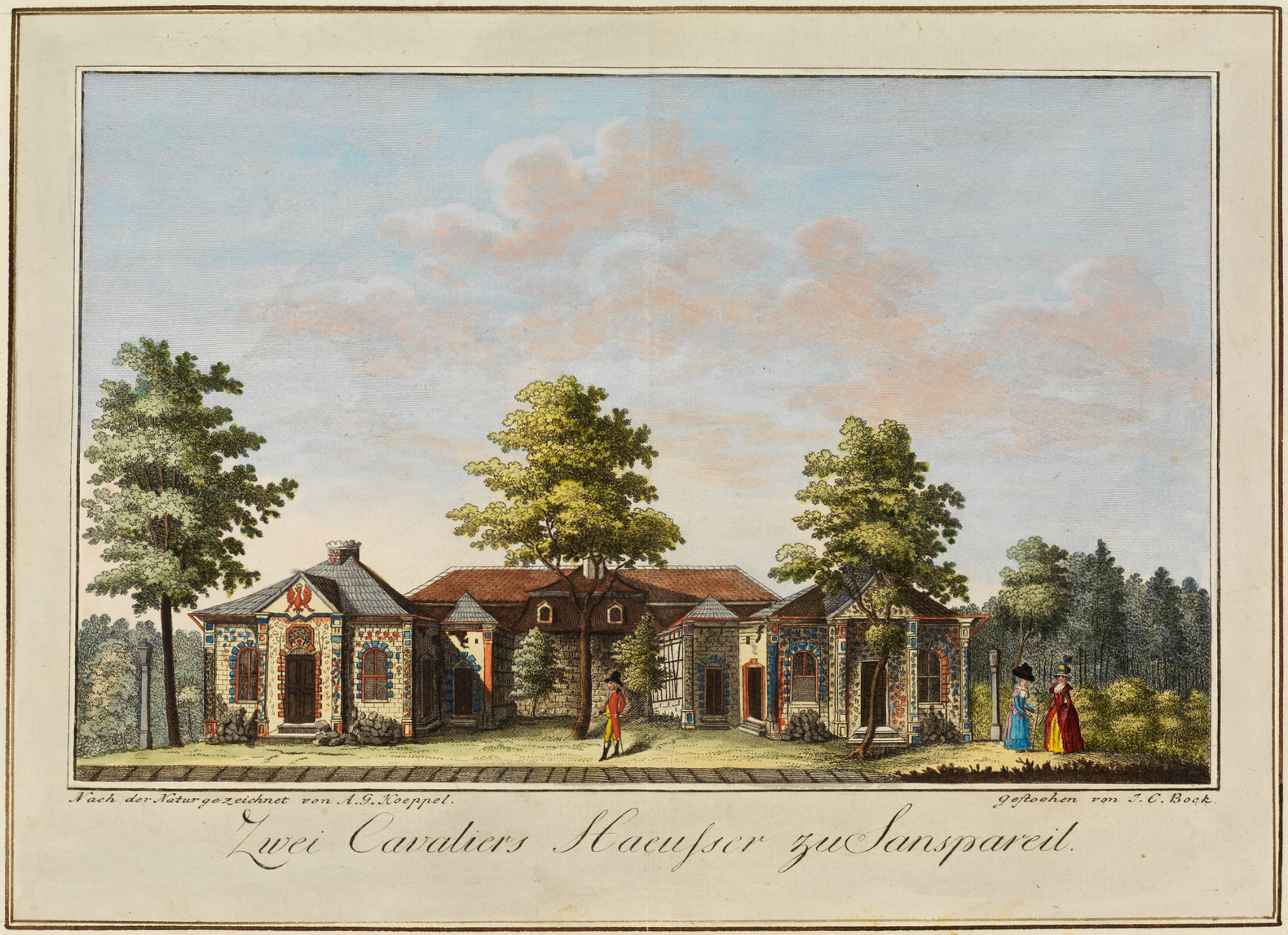
Küchenbau (hier fälschlich als Kavaliershaus bezeichnet), 1793

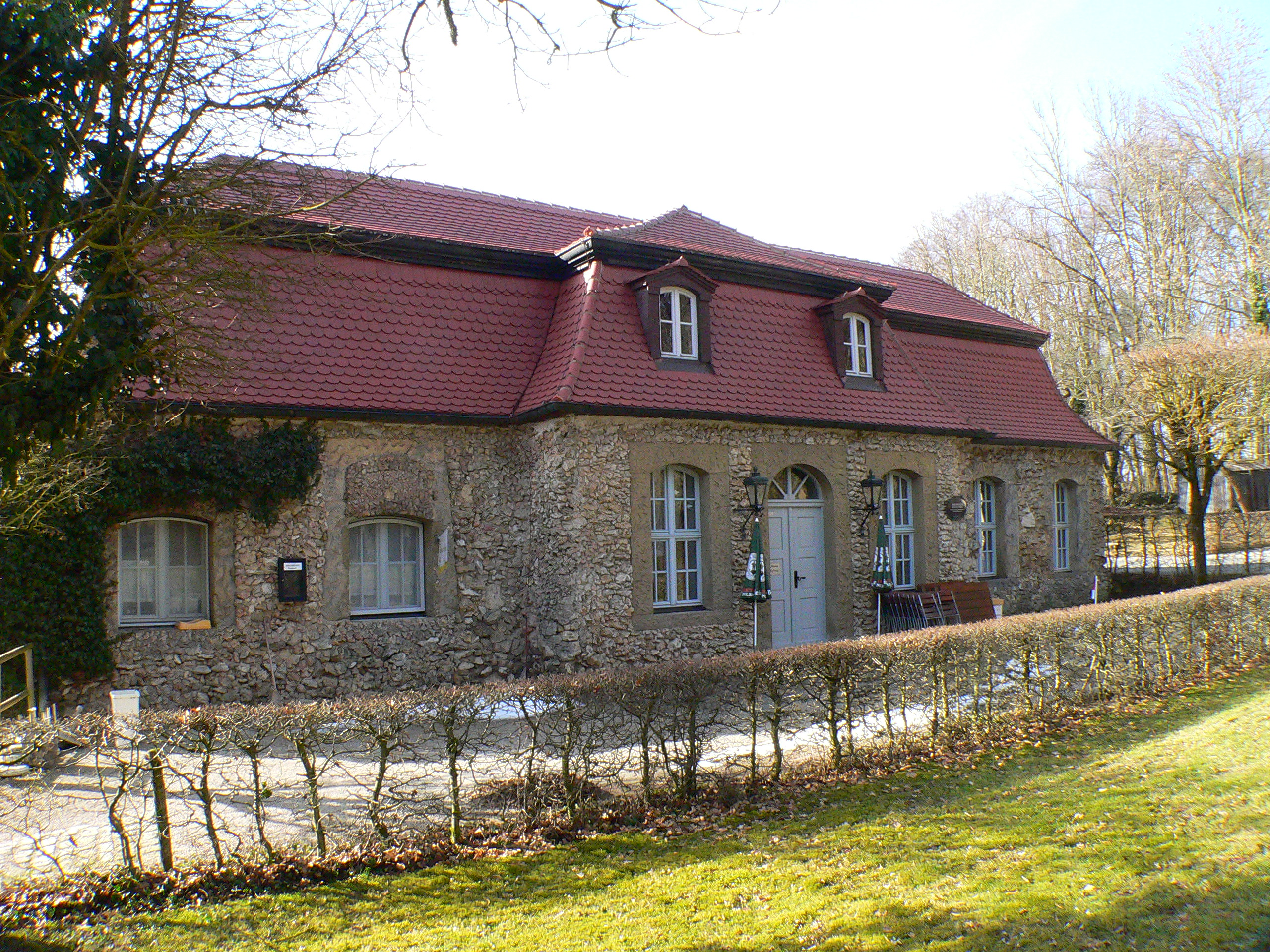
Küchenbau 2009

Der in seiner ursprünglichen Form als eingeschossige Dreiflügelanlage errichtete Küchenbau an der Westseite des Parterres gegenüber dem Morgenländischen Bau stellte mit seinen teilverputzten und bruchstückhaft in Fachwerk oder rohen Steinen ausgeführten Außenwänden eine Mischung aus Landschlösschen, Bauerngehöft und künstlicher Ruine dar. Die Dreiflügelanlage öffnete sich zwar zum Parterre, ihr Mittelbau besaß aber sonderbarerweise weder Fenster noch einen Eingang gegen den Hof. Türen befanden sich nur an den Stirnseiten der Seitentrakte. Dafür hatte man, gegen alle Gepflogenheiten der Gartenkunst des Barock und Rokoko, genau in die architektonische Hauptachse mitten in den kleinen Hof eine Buche gepflanzt. Dieser vermeintliche Fehler wiederholt sich im Innenhof des Morgenländischen Baus und zeigt so System. Die Seitentrakte des Küchenbaus wurden aus unbekannten Gründen um 1840 abgebrochen. 1983/1984 erfolgte eine in die verbliebene Bausubstanz tief eingreifende Umgestaltung. Das Ziel, ein Schlosscafé mit bewirtschafteter Terrasse einzurichten, führte zum Öffnen des bisher geschlossenen Mauerwerks zum Hof hin. Sechs Fenster und ein mittiges Gartenportal wurden eingefügt. Das Dach wurde mansardähnlich völlig verändert.

### Markgrafen- und Burggrafenhaus
Bei dem Markgrafen- und dem Burggrafenhaus, die das Parterre flankierten, handelte es sich um eingeschossige Bauten in der Art der fränkischen Bauernhäuser mit steilen Giebeln und aus der Mitte der Traufseiten herausragenden Zwerchhäusern. Ihr Äußeres war bewusst einfach und künstlich ruinös gehalten. Die Kamine und Sockel hatten die Form unregelmäßiger Steinhaufen, auf denen Büsche wuchsen. Die kleinen Dreiecksgiebel über den Hauseingängen waren fragmentiert und geborsten, wie bei der Ruinenarchitektur üblich. 1839 waren die beiden Häuser so baufällig, dass sie abgebrochen werden mussten.

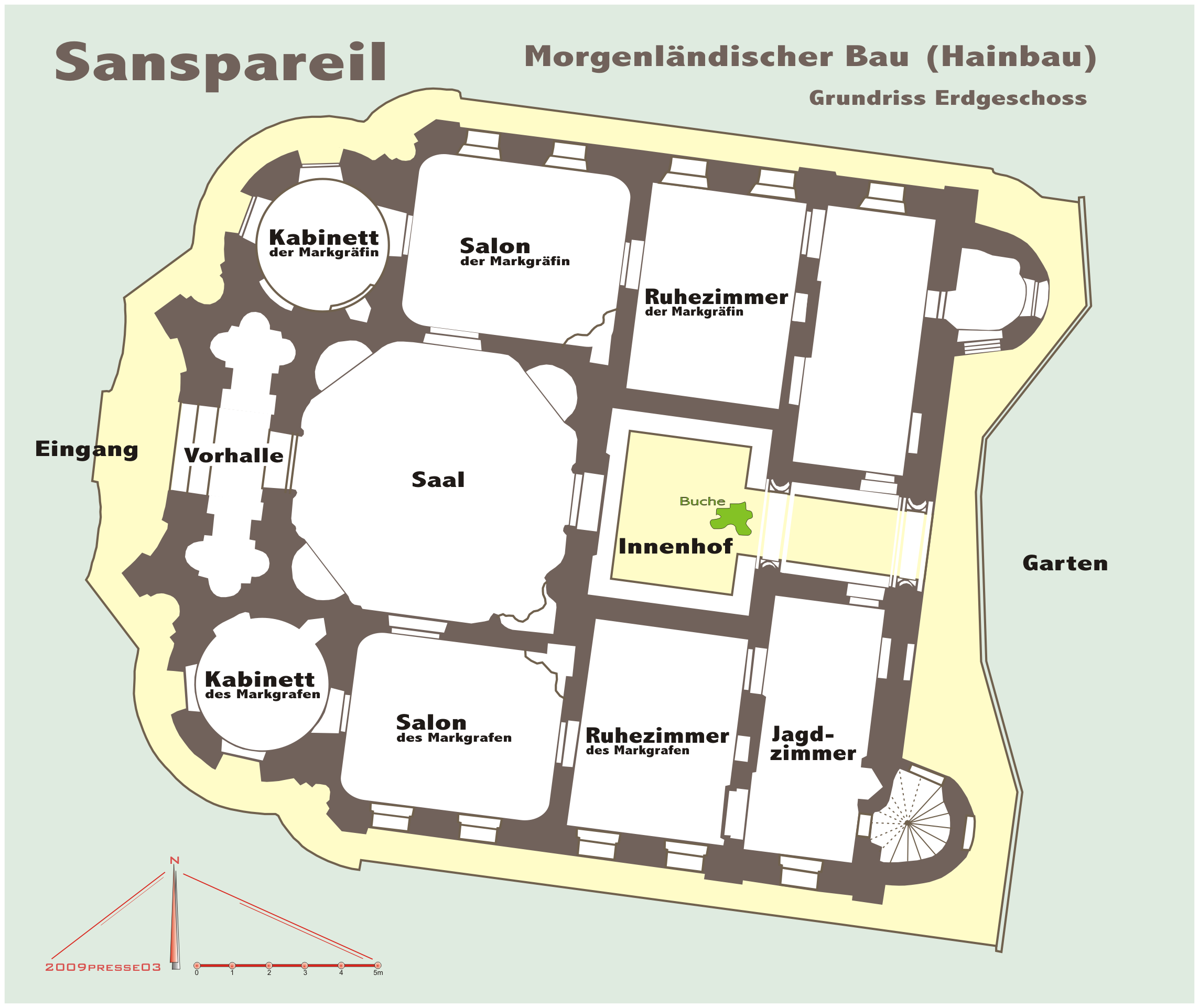
Grundriss Morgenländischer Bau

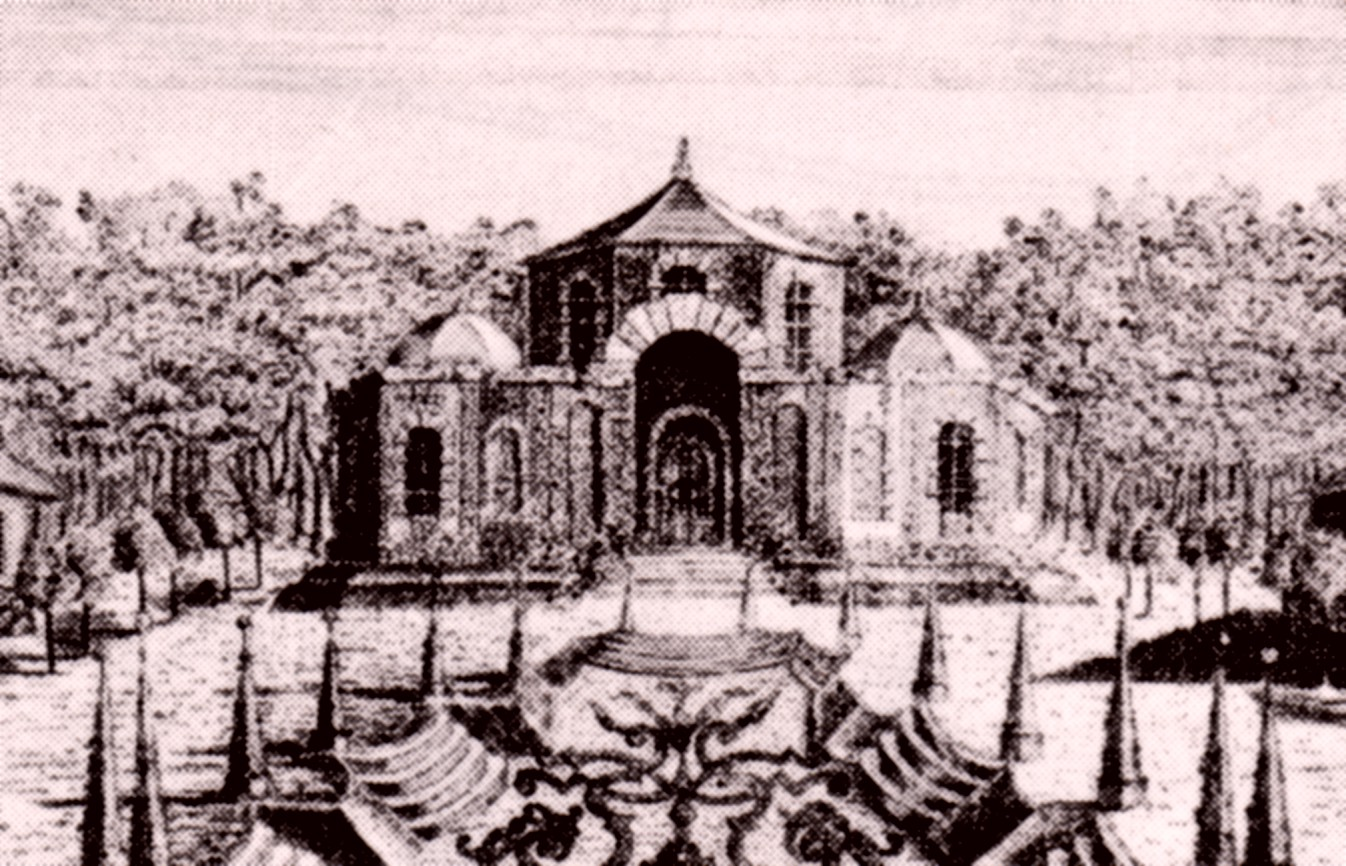
Morgenländischer Bau 1748

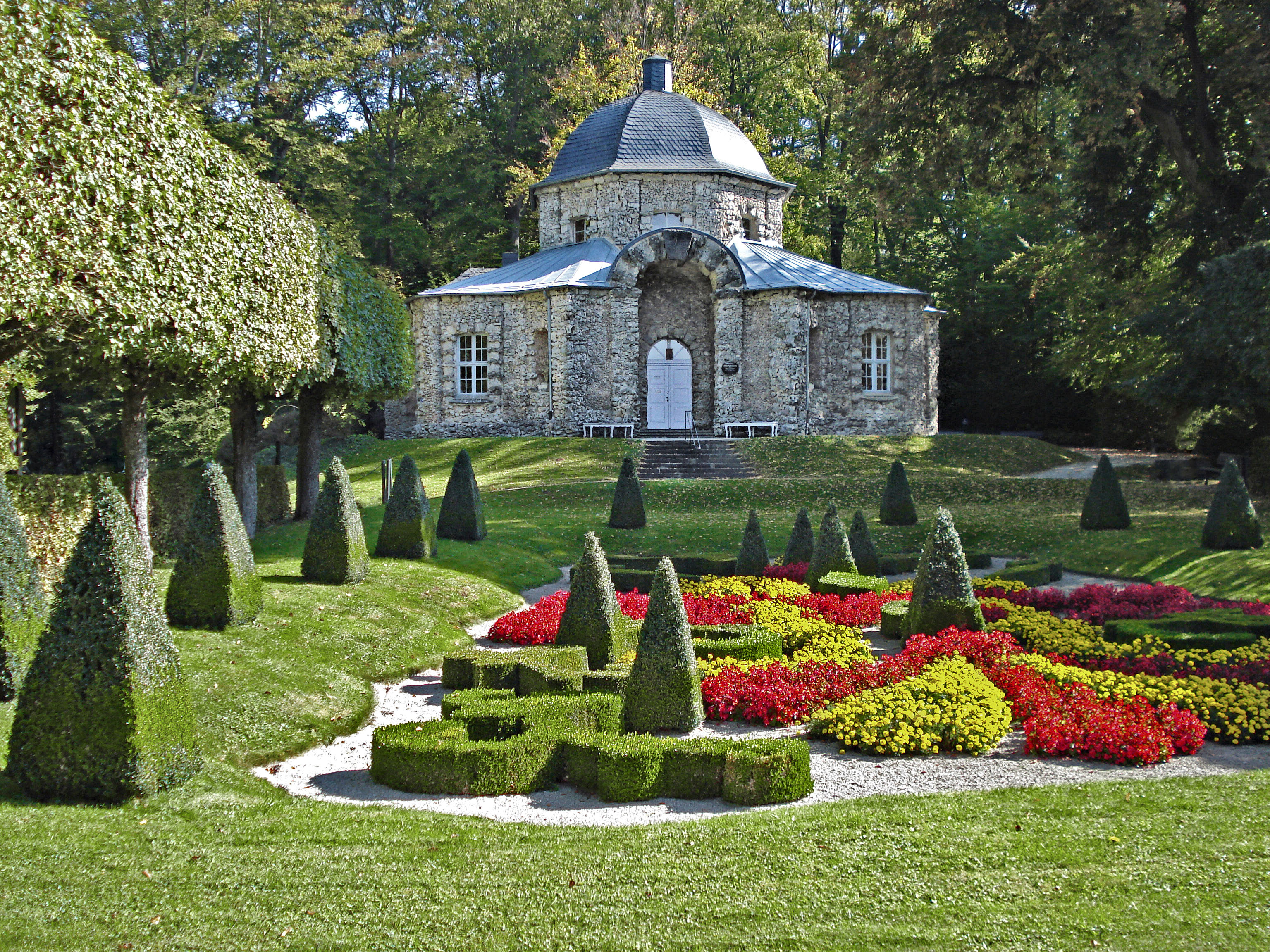
Morgenländischer Bau 2011

### Morgenländischer Bau (Hainbau)
Der in seiner Grundfläche etwa 50 × 40 Meter große Morgenländische Bau wurde nach Ideen der Markgräfin Wilhelmine 1746/1747 von dem Bayreuther Hofarchitekten Joseph Saint-Pierre verwirklicht. Das als ländliche Eremitage konzipierte Gebäude stellt eine außergewöhnliche Kombination zweier im Barock und Rokoko bekannter gegensätzlicher Bautypen dar. Einerseits liegt dem Grundriss die U-förmige Dreiflügelanlage mit offenem Hof zugrunde, andererseits der zentralisierende Gebäudetyp mit dominierendem Mittelbau. Als Ergebnis dieser Mischung strahlen die Räume des Hainbaus nicht blütenartig vom überhöhten Mittelbau aus, sondern bilden ein traubenförmiges Konglomerat längs der Hauptachse. Die Merkmale der Dreiflügelanlage sind kaum noch zu erkennen. Der kleine offene Hof hinter dem überhöhten Mittelsaal schließt sich fast wieder zum Felsengarten hin, anstatt sich zeittypisch dorthin weit zu öffnen.
Die Markgräfin bevorzugte labyrinthisch-unübersichtliche, in sich zirkulierende Raumgruppen, wie ihre Appartements im Neuen Schloss in der Eremitage in Bayreuth bezeugen. Hierin kündigte sich ein vorromantisches Umdenken in der Architektur an, das entgegen bis dahin geltender Grundsätze nun Unregelmäßigkeit und möglichst viele gebrochene Linien forderte.
Die Front des Morgenländischen Baus war, ähnlich wie beim später errichteten Neuen Schloss der Eremitage in Bayreuth, mit bunten Glasflüssen, roten und blauen Steinen und Bergkristallen mosaikartig inkrustiert, wenn auch nicht so konsequent wie dort. Diese Art der Dekoration kannte man zuvor lediglich von der Ausgestaltung grottenartiger Innenräume. Ihre Verwendung an Außenfassaden war ein Novum. Besonders bei seitlich einfallendem Sonnenlicht, wenn die bunten Steine und Bergkristalle zu glitzern begannen, erschien dem Betrachter das Gartenschlösschen wie ein fremdländischer Palast aus Eis und Kristall. Auch die ursprünglichen Dachformen des Schlösschens verstärkten diesen Eindruck. Der hohe Mittelbau trug ein flaches Zeltdach und über den flankierenden Kabinetten gestutzte Hauben. Alles zusammen erweckte einen byzantinisch-orientalischen Eindruck, der durch die Namengebung als Morgenländischer Bau noch verstärkt wurde.
Nach 1835 verfiel, wie alle anderen Staffagen und Bauten des Felsengartens, auch der Morgenländische Bau zusehends. Nahezu alle „morgenländischen“ Merkmale des Gartenschlösschens verschwanden bei den Umbauten der 1950er Jahre. Zur Wiedereröffnung 1956 führte man die Bezeichnung Hainbau ein, die sich aber nicht durchsetzte.

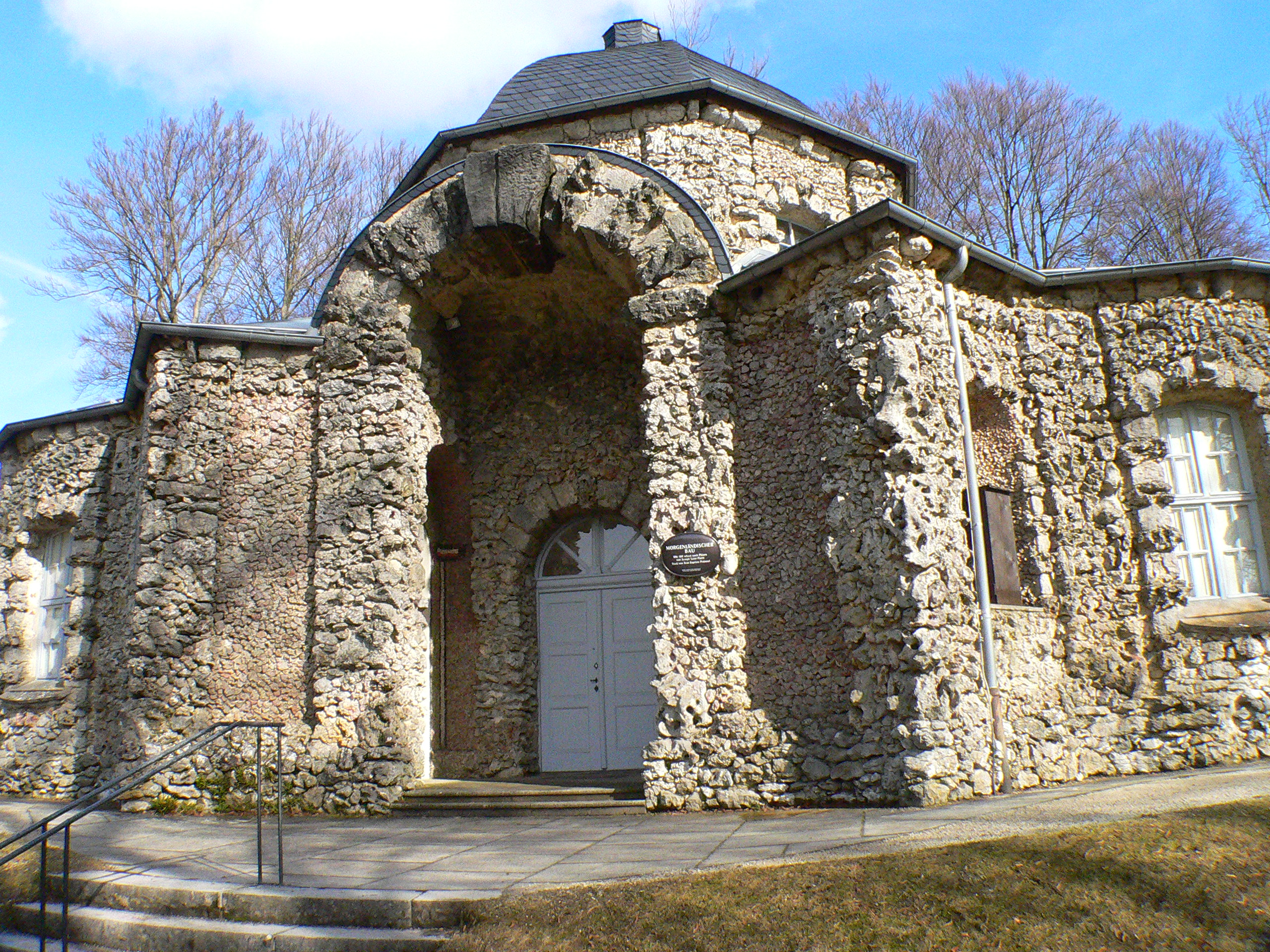
Eingang Morgenländischer Bau

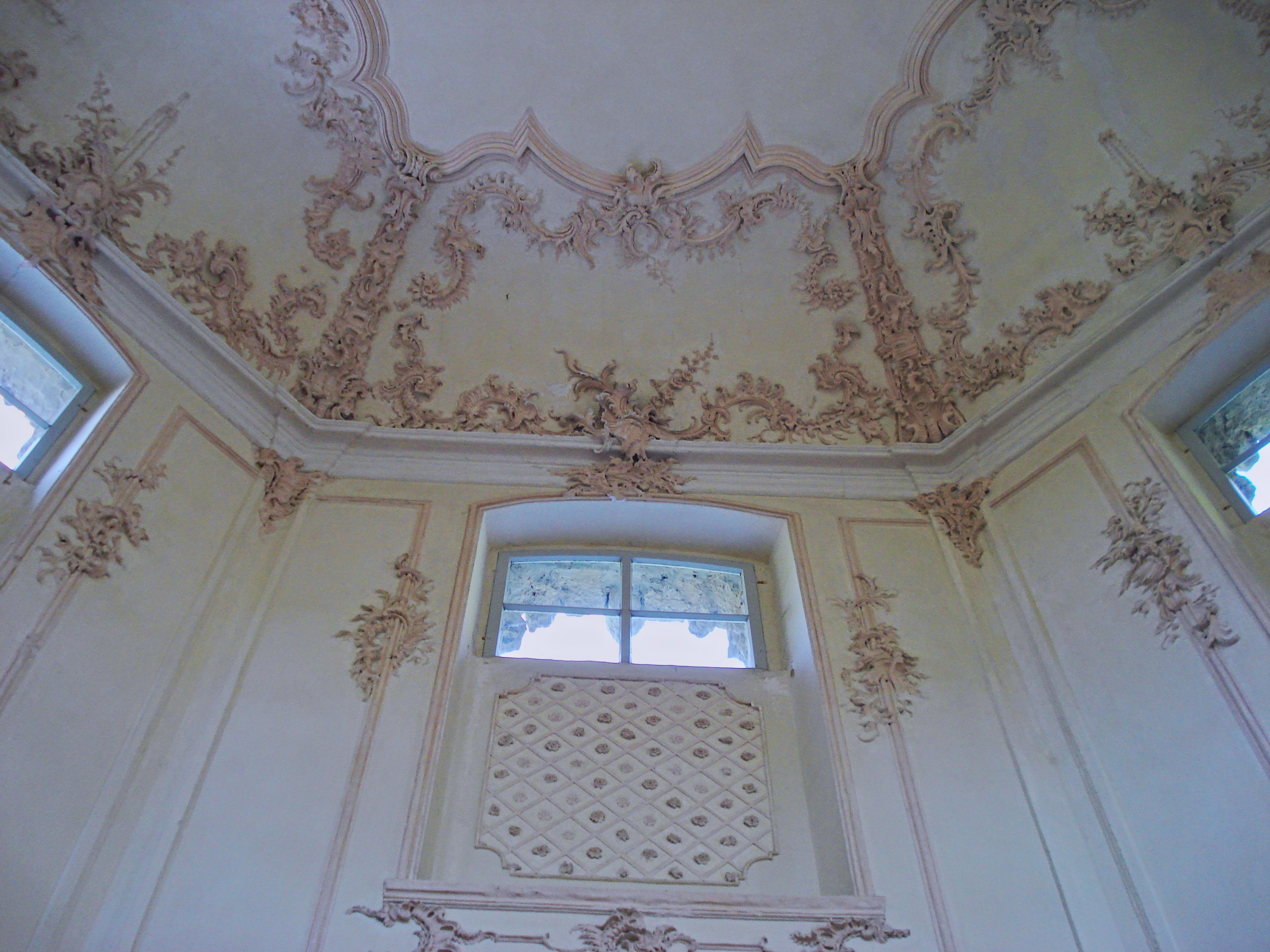
Deckenstuck im Saal des Morgenländischen Baus

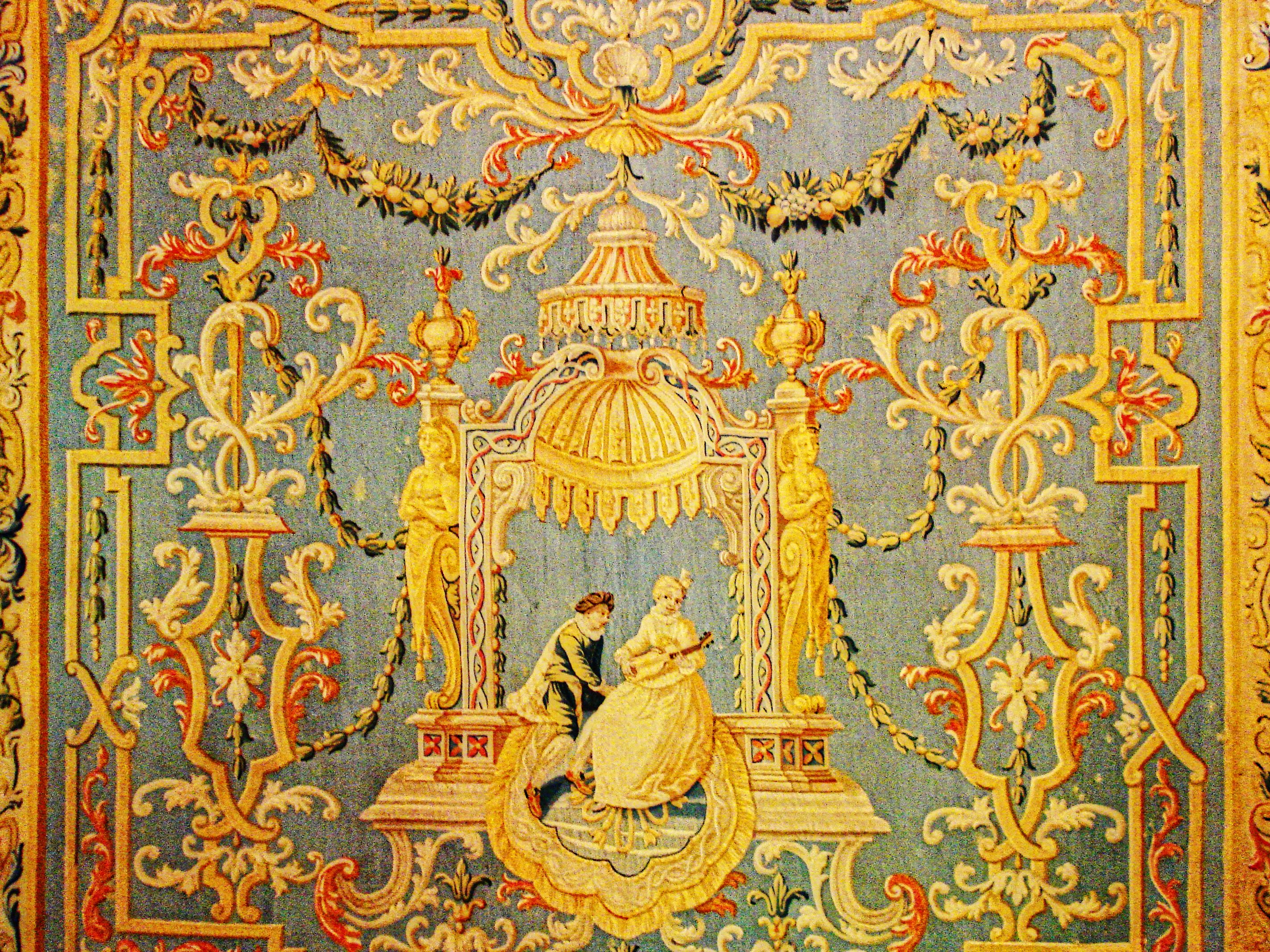
Wandteppich im Morgenländischen Bau

#### Vorhalle
Die von Muschelrechtecken flankierte Vorhalle des Schlösschens an der Westseite ist zugleich Eingang und Beginn der Gebäudehauptachse. Auf ihr folgen der hohe Saal, der offene Innenhof und der schmale Durchgang zum Garten, während sich links davon die Räume der Markgräfin und gegenüber die des Markgrafen befinden. Die schmucklose Vorhalle ist ein rechteckiger Raum von zwei auf vier Metern, an den sich beidseitig Nischen anschließen, die 1955 mit Gittern geschlossen wurden.

#### Saal
Im zweigeschossigen Saal fällt ein System von acht geknickten Eckpilastern auf, die sich bis in das Obergeschoss fortsetzen und dort vor rechteckigen Feldern mit Rocaillen aus Stuck stehen. Die Hohlkehle der flachen Muldendecke gliedern acht gleiche, von Rocaillen gerahmte Felder. Der Spiegel in der Deckenmitte ist von diesen Feldern durch eine geschwungene Profilleiste abgesetzt. Die rosa auf lichtgelbem Grund ausgeführten Stuckaturen des Saals, wahrscheinlich Arbeiten des Bayreuther Hofstuckateurs Giovanni Battista Pedrozzi aus dem Jahre 1748, litten sehr beim Verfall des Gebäudes zwischen 1835 und 1951. Fehlende Stellen wurden 1956 durch Trompe-l’œil-Malereien ergänzt. In dem eigentlich achteckigen Raum werden die vier schrägen Felder zwischen den Türen von halbrunden Nischen durchbrochen, sodass der achteckige Charakter fast verloren geht. In zwei dieser Nischen stehen Sandsteinstatuen der Minerva und der Ceres, Arbeiten des Bayreuther Hofbildhauers Johann Gabriel Räntz aus den Jahren 1747/1748. Sie stammen ursprünglich von der Balustrade des Markgräflichen Opernhauses in Bayreuth und wurden erst 1956 nach Sanspareil verbracht. Die dritte Nische enthält, auf einem marmorierten Holzsockel stehend, die Büste des Bauherrn Markgraf Friedrich von Bayreuth, um 1755 von Giovanni Battista Pedrozzi für das Neue Schloss in Bayreuth geschaffen. Die Büste im Saal des Morgenländischen Baus ist lediglich ein Abguss des Originals. Die vierte Nische des Raums nimmt der Kamin ein. Japanische Porzellanvasen aus dem 18. Jahrhundert stehen auf dem Kaminsims. Vier einfache Hocker ergänzen die Saaleinrichtung.

#### Salon der Markgräfin
Der nahezu quadratische Salon der Markgräfin mit zwei Fenstern zur Nordseite diente ihr als Empfangs- und gleichzeitig als Durchgangsraum zu Kabinett und Ruhezimmer. Die in Weiß auf grauem Grund ausgeführten Deckenstuckaturen des Salons werden Giovanni Battista Pedrozzi zugeschrieben, der Parkettboden dem Bayreuther Kunsttischler Johann Friedrich Spindler.
Um 1750 entstand der geschnitzte, in Weiß mit Gold gehaltene und mit einer grauen Bayreuther Marmorplatte versehene Konsoltisch. Etwa 15 Jahre älter ist die Kommode mit geometrischer Einlegearbeit aus Nussbaum mit vergoldeten Bronzebeschlägen. Aus der Zeit um 1760 stammt das Halbschränkchen mit Blumenmarketerie aus Rosenholz, Mahagoni und Nussbaum mit einer rötlichen Marmorplatte. Der Toilettentisch mit eingelegtem Rautenmuster aus Kirsch- und Ebenholz aus der Zeit um 1780 trägt vergoldete Bronzebeschläge. Die in Weiß gefassten geschnitzten Stühle wurden um 1760 in Bayreuth hergestellt, ihre Bezüge sind erneuert worden. Aus der Manufaktur Lohr am Main um 1730 stammt der Spiegel, dessen verspiegelter und geätzter Glasrahmen teilweise ergänzt wurde. Der zweite Spiegel mit geschnitztem und vergoldetem Rahmen ist etwa 50 Jahre jünger. Aus derselben Zeit stammt die vergoldete Bronzeuhr aus der Werkstatt G. Schmidt, Bamberg. Der den Raum beherrschende Kronleuchter aus vergoldetem Schnitzwerk ist vermutlich ebenfalls eine Bamberger Arbeit aus der Zeit um 1830. Um 1780 datieren die Wandarme und die beiden Standleuchter aus vergoldeter Bronze. Den Salon schmücken ferner eine Tonvase mit goldenem Reliefdekor aus dem 18. Jahrhundert sowie das Bildnis des Markgrafen Georg Friedrich von Ansbach (um 1700), das Bild einer unbekannten Hofdame mit Brustbildnis eines Kavaliers (um 1660/70) und als Pendant dazu das Bild einer ebenfalls unbekannten Hofdame mit Brustbildnis eines Mädchens aus derselben Zeit.

#### Kabinett der Markgräfin
Das runde, von zwei Fenstern erhellte Kabinett der Markgräfin liegt in der Nordwestecke des Morgenländischen Baus und hat etwa einen Durchmesser von 3,5 Metern. Man betritt es vom Salon her, einen weiteren Zu- oder Ausgang gibt es nicht.
In der Wandnische steht der Abguss einer antikisiert drapierten Büste des Markgrafen Friedrich von Bayreuth. Das um 1760 entstandene Original befindet sich im ersten Gobelinzimmer des Neuen Schlosses Bayreuth. Der um 1750 gefertigte Spieltisch mit marmoriertem Holzsockel und geometrischer Einlegearbeit aus Palisander stammt aus Bayreuth, ebenso die weißgrauen, teilvergoldeten Stühle mit Schnitzwerk und Rohrgeflecht aus der gleichen Zeit. Das Gemälde Mars und Venus im Olymp entstand in Nürnberg um 1620/1630 von einem unbekannten Maler. Die beiden Früchtestillleben von Peter Jakob Horemans sind Leihgaben der Bayerischen Staatsgemäldesammlungen in München.

#### Ruhezimmer der Markgräfin
Wie im Salon der Markgräfin sind auch in ihrem Ruhezimmer die nur fragmentarisch erhaltenen Deckenstuckaturen in Weiß auf grauem Grund ausgeführt und werden Giovanni Battista Pedrozzi zugeschrieben, der Parkettboden Johann Friedrich Spindler. Beide Ausstattungen stammen aus den Jahren 1746/47.
Zu den Einrichtungsgegenständen gehört eine aus Eichenholz geschnitzte Kommode, die um 1750 in Bayreuth entstand, ein ebenfalls geschnitzter weißer Tisch mit Golddekor aus der Zeit um 1780 und eine Sitzgarnitur mit erneuerten Bezügen in Weiß mit Gold aus derselben Zeit. Der Kaminspiegel, dessen geschnitzter Rahmen erneuert wurde, entstand in Bayreuth um 1730. Die zwei vergoldeten Wandarme aus Bronzeguss sind 50 Jahre jünger. Die japanische Flötenvase aus Imari-Porzellan stammt aus dem 18. Jahrhundert, während die Schale aus Serpentin unbekannter Herkunft ist. Das Gemälde Auffindung Mosis eines ebenfalls unbekannten Meisters wird der zweiten Hälfte des 17. Jahrhunderts zugeschrieben.
Als wichtigste Exponate des Morgenländischen Baus gelten zwei Stichserien über den Felsengarten Sanspareil, die zum Teil in diesem Artikel abgebildet sind. Gezeichnet wurden sie von den Bayreuthern Johann Thomas Köppel (Vater) zwischen 1746 und 1748 und Johann Gottfried Köppel (Sohn) im Jahr 1793. Sie sind wie folgt bezeichnet:

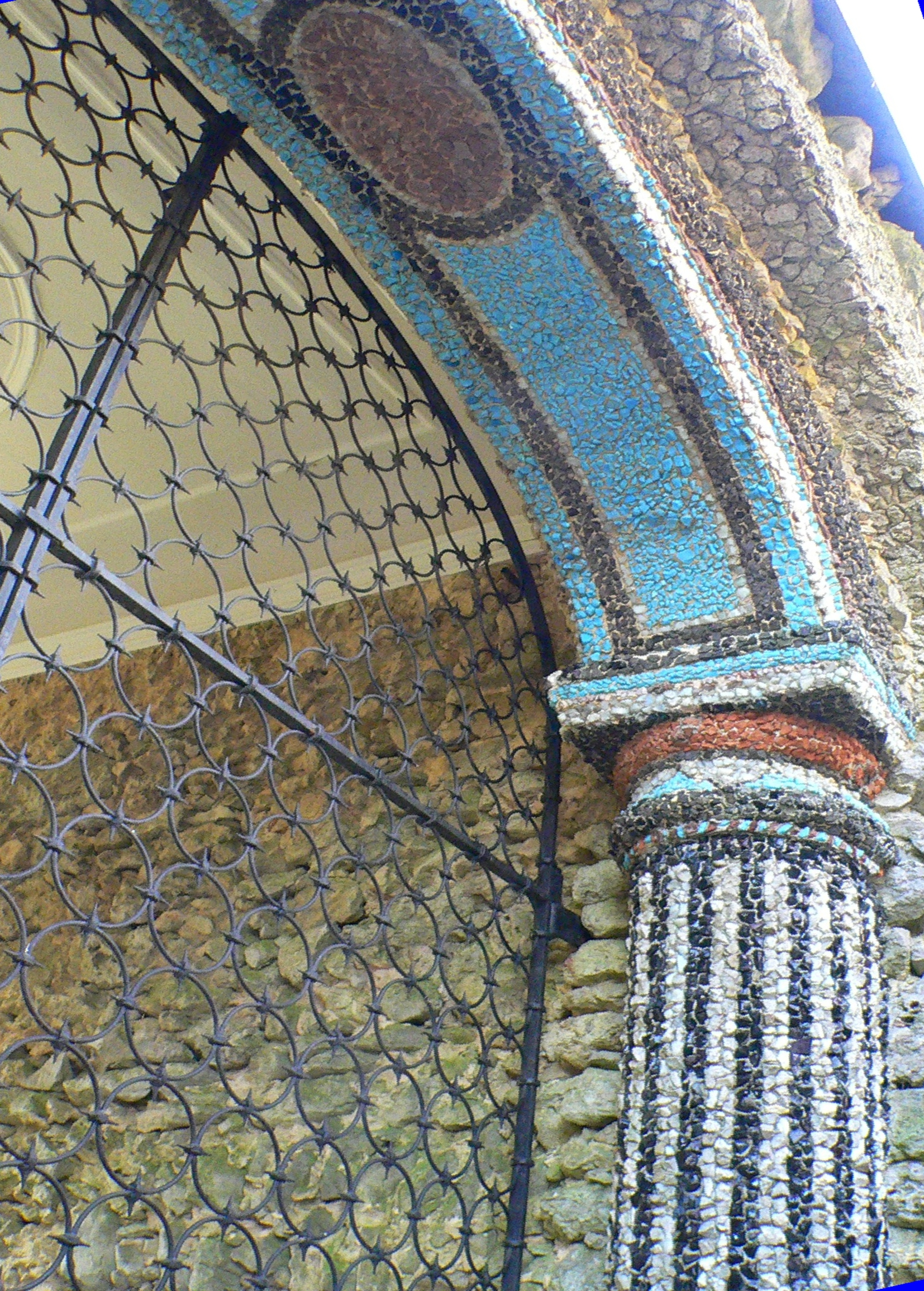
Morgenländischer Bau, Detail

Mit der Signatur Johann Thomas Köppel:
- VUE DU VIEUX CHATEAU DE SANSPAREIL DU COTÉ DU RÖMERSBERG/PROSPT: VON DEN ALTÈ SCHLOSS ZU SANSPAREIL NACH DEM RÖMERSBERG.
- PROSPECT VON DER EREMITAGE ZU SANSPAREIL / VUE DE L’EREMITAGE À SANSPAREIL
- VUE DU BATIMENT PRINCIPAL-EREMITE A SANSPAREIL PROSPECT VON DEM HAUPT EREMITE GEBÄUDE ZU SANSPAREIL / AVEC PRIVILEGE DE SON ALT SER: LE MARGGRAVE DE BRANDENB. BAYREUTH
- PROSPECT VON DEM THEATRO ZU SANSPAREIL / VUE DU THEATRE DE SANSPAREIL / AVEC PRIVILEGE DE S. A. SER. LE MARGGRAVE DE BRANDENBOURG BAYREUTH
- PROSPECT DES LUST CABINETS AUF DEM FELSEN UND BEY DER HÖHLE CALYPSE SAMT EINEM THEIL DES THEATRI ZU SANSPAREIL / VUE DU CABINET SUR LE ROC DE LA GROTTE DE CALYPSE AVEC UNE PARTIE DU THEATRE BATIE A LA ROCAILLE A SANSPAREIL

Mit der Signatur Johann Gottfried Köppel:
- 1. Die Haupt-Eremiten-Gebaeude zu Sanspareil.
- 2. Zwei Cavaliers Haeusser zu Sanspareil. (Die Bezeichnung ist falsch, es handelt sich um den Küchenbau.)
- 3. Grotte der Calypso zu Sanspareil.
- 4. Grotte der Diana und Felsen der Liebe zu Sanspareil.
- 5. Fels der Liebe zu Sanspareil.
- 6. Das Theater zu Sanspareil.
- 7. Aussicht vom Theater gegen die Calypsogrotte.
- 8. Die Aeolusgrotte zu Sanspareil.
- 9. Die Vulcansgrotte zu Sanspareil.
- 10. Das Sogenannte Hühnerloch zu Sanspareil.
- 11. a.) Das Strohhaus.
- 11. b.) Der Reigerfelsen. (Reigerfelsen ist eine andere Bezeichnung für den Gollerfelsen.)
- ohne Nummer: Prospect des Schlosses Zwernitz und der Gegend von Sanspareil.

Diese 18 Stiche, die schon im 18. Jahrhundert im Morgenländischen Bau gezeigt wurden, waren in den 1950er Jahren für die Rekonstruktion der ursprünglichen Zustände von großer Bedeutung und sind oft einziges Zeugnis der verschwundenen Staffagen und Bauten des Felsengartens.

#### Salon des Markgrafen
Die von Giovanni Battista Pedrozzi in den Jahren 1747/48 geschaffenen Deckenstuckaturen sind nur teilweise erhalten. Der Parkettboden stammt wie in allen Räumen des Morgenländischen Baus, von dem Bayreuther Kunstschreiner Johann Friedrich Spindler.
Zur Einrichtung des Salons des Markgrafen gehört ein geschnitzter Konsoltisch in Weiß mit Gold und einer grauen Bayreuther Marmorplatte. Er wurde um 1750 in Bayreuth hergestellt. Die geschnitzte Eichenkommode mit vergoldeten Bronzebeschlägen stammt aus dem Fränkischen und wurde um 1755/1760 gefertigt. Der mit Rosen- und Kirschholz furnierte Rollschreibtisch mit vergoldeten Bronzebeschlägen wird auf die Zeit um 1780 datiert. Die im Raum verteilten Stühle, deren Bezüge erneuert wurden, entstanden um 1720, der Spiegel mit geschnitztem, vergoldetem Rahmen um 1780. Der Kronleuchter mit grünem Schnitzwerk und Blattgold ist ein fränkisches Werk um 1800. 20 Jahre älter ist die Tischuhr im Ebenholzgehäuse mit vergoldeten Bronzebeschlägen. Bei dem Bildnis der Markgräfin Wilhelmine von Bayreuth handelt es sich um eine Kopie des Originals von Antoine Pesne aus der Zeit um 1745/50, das 1945 beschädigt wurde. Das Bild Merkur schläfert Argus ein wird dem Bayreuther Hofmaler Wilhelm Wunder um 1755 zugeschrieben. Das Stillleben mit Blumen und Früchten ist eine Leihgabe der Bayerischen Staatsgemäldesammlungen in München.

#### Kabinett des Markgrafen
Das relativ schmucklose Kabinett des Markgrafen enthält als Einrichtung einen Spieltisch mit Marmorplatte und geometrischer Einlegearbeit aus Palisander. Er entstand um 1760. Aus der Zeit um 1750 stammen die geschnitzten, grau gefassten Stühle, deren Bezüge in den 1950er Jahren erneuert wurden. Um 1700 schuf wahrscheinlich ein Ansbacher Hofmaler das Bildnis von Markgraf Wilhelm Friedrich von Ansbach. Das zweite Bild um 1720/30 zeigt eine unbekannte Hofdame.

#### Ruhezimmer des Markgrafen
Das Ruhezimmer des Markgrafen enthält folgende Exponate: eine Kommode mit aufwändiger Intarsie aus Kirsch und Nussbaum aus der Zeit um 1780, eine Standuhr aus der Zeit um 1780/90, ebenfalls mit Einlegearbeit aus Nussbaum und Mahagoni, auf deren Zifferblatt der Uhrmacher Jean Krapp aus Mannheim vermerkt ist, und einige geschnitzte Stühle um 1780, deren Fassungen und Bezüge erneuert wurden. Dort hängt auch das einzige Gobelin des Gartenschlösschens mit dem Titel Alter Büßer, wahrscheinlich gewirkt in der Markgräflichen Gobelinmanufaktur Erlangen um 1740/50. Als Vorlage diente das Ölgemälde von Ochsler im Toilettenzimmer des Neuen Schlosses Bayreuth. Das Bildnis des letzten Markgrafen von Ansbach-Bayreuth Alexander Carl Christian Friedrich und seiner Gemahlin Friederike Caroline, geborene Herzogin von Sachsen-Coburg, entstand um 1760. Es wurde 1945 beschädigt und später restauriert. Das Stillleben mit Geflügel und Karnickel von Hahn, die Büßende Magdalena von Christian von Mannlich aus dem Jahr 1777 und die Holländische Waldlandschaft um 1670 sind Leihgaben der Bayerischen Staatsgemäldesammlungen in München.

#### Jagdzimmer
Im Jagdzimmer des Markgrafen sind eine Reihe kapitaler Hirschgeweihe und einige Jagdgemälde ausgestellt. Das Zimmer soll darauf hinweisen, dass die gesamte Anlage von Sanspareil pragmatisch auch als Jagdgebiet betrachtet wurde, besonders von Markgraf Friedrich.

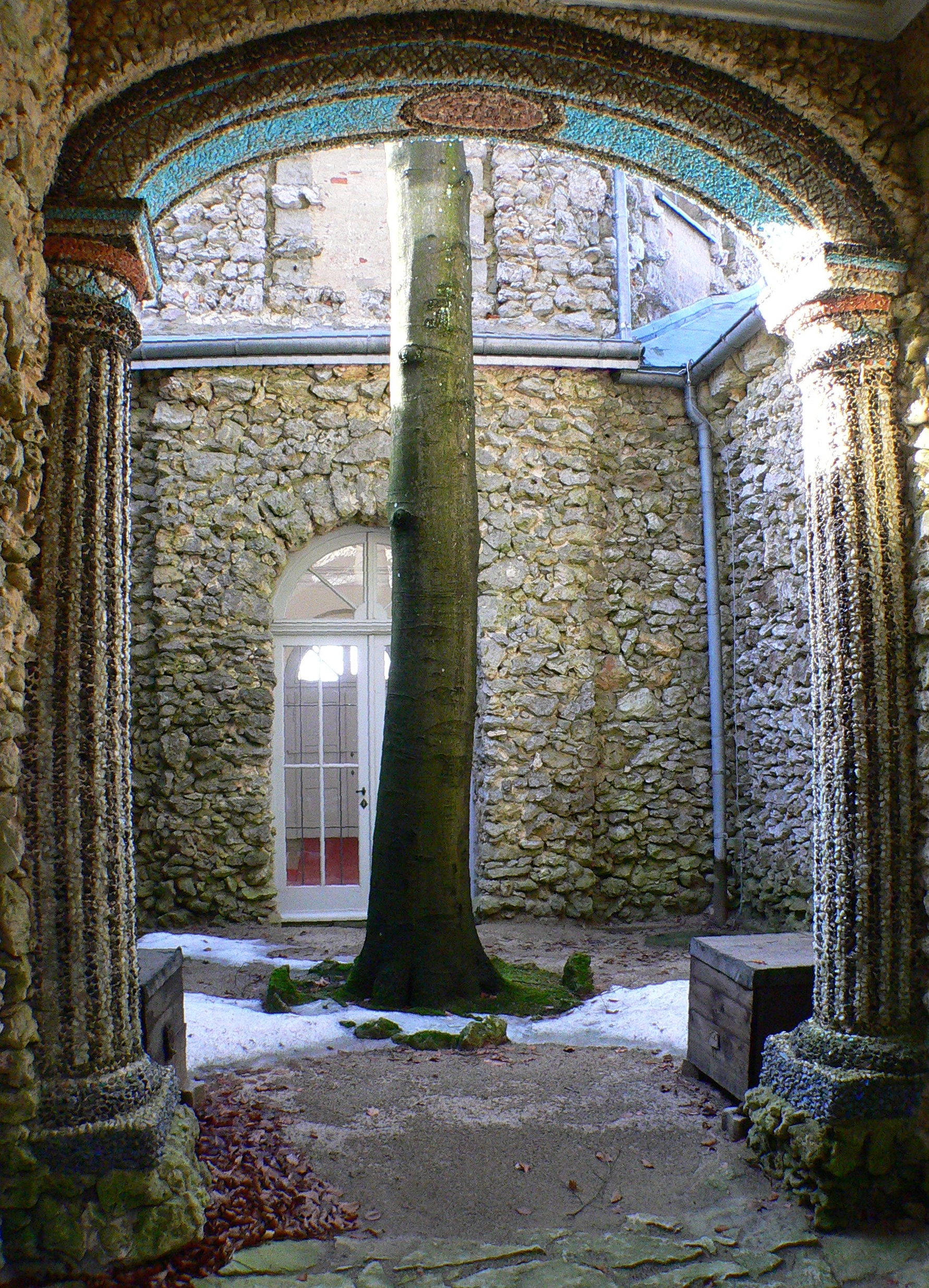
Innenhof mit Buche

#### Innenhof

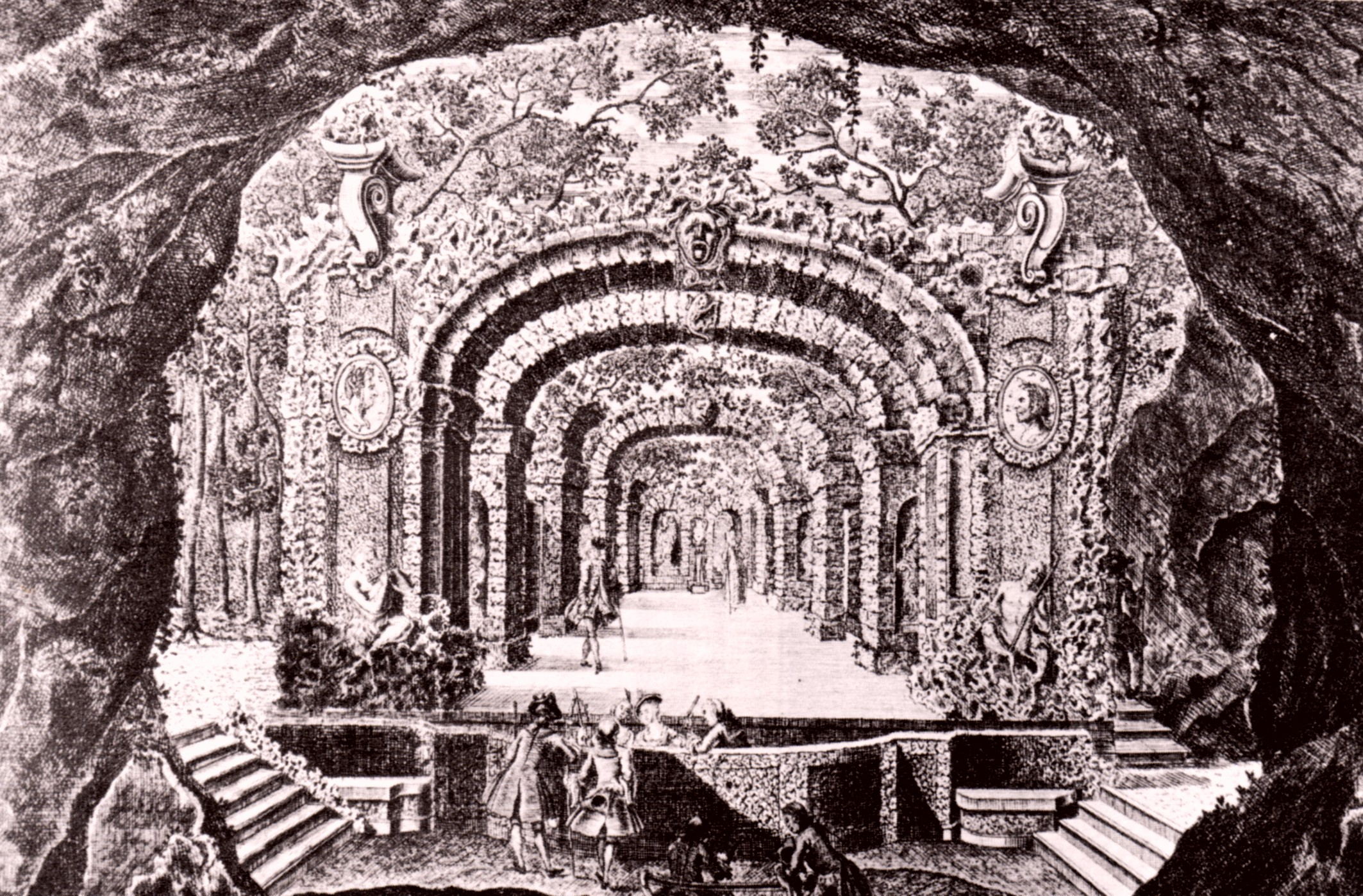
Ruinentheater 1748

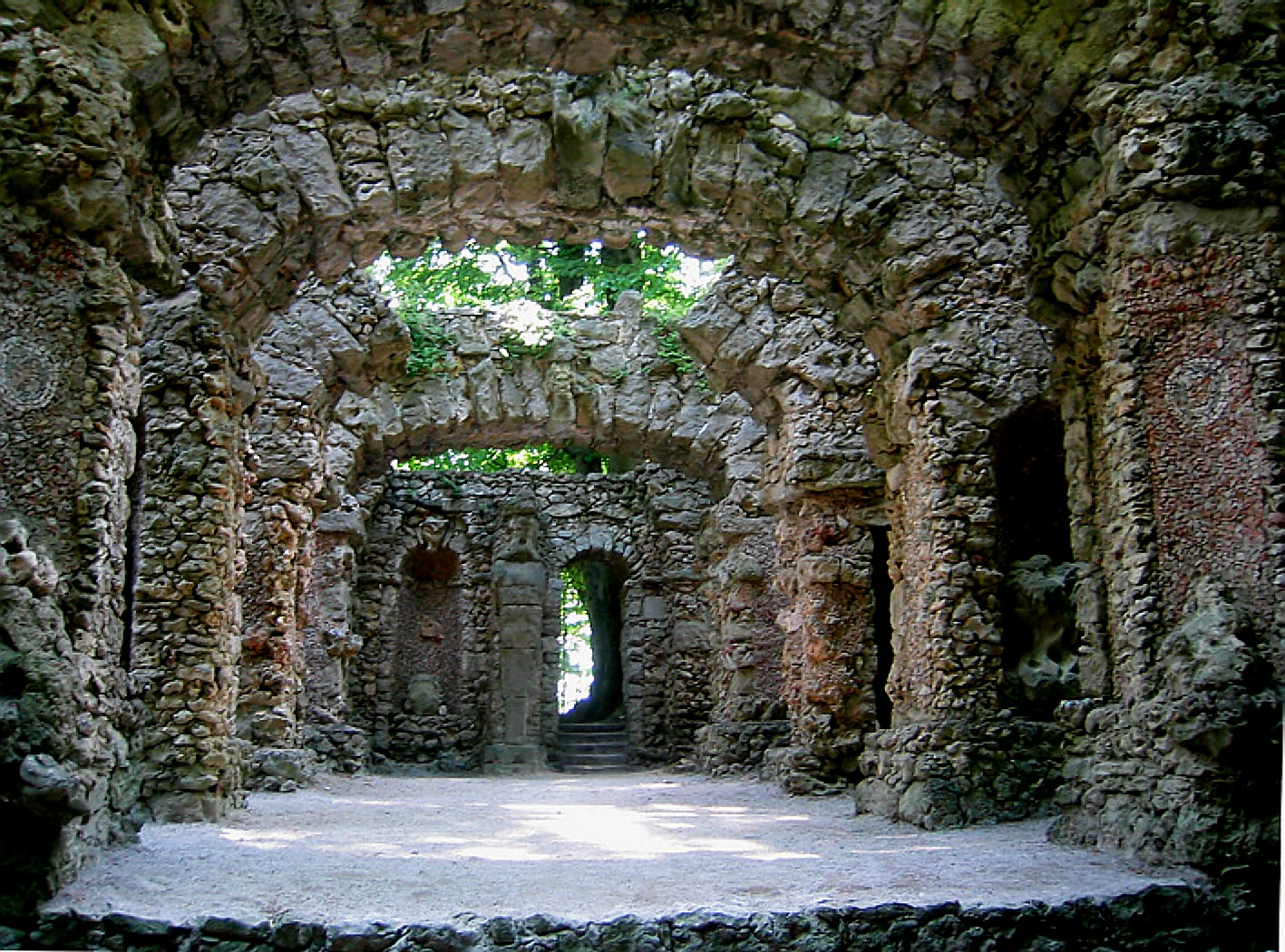
Ruinentheater 2003

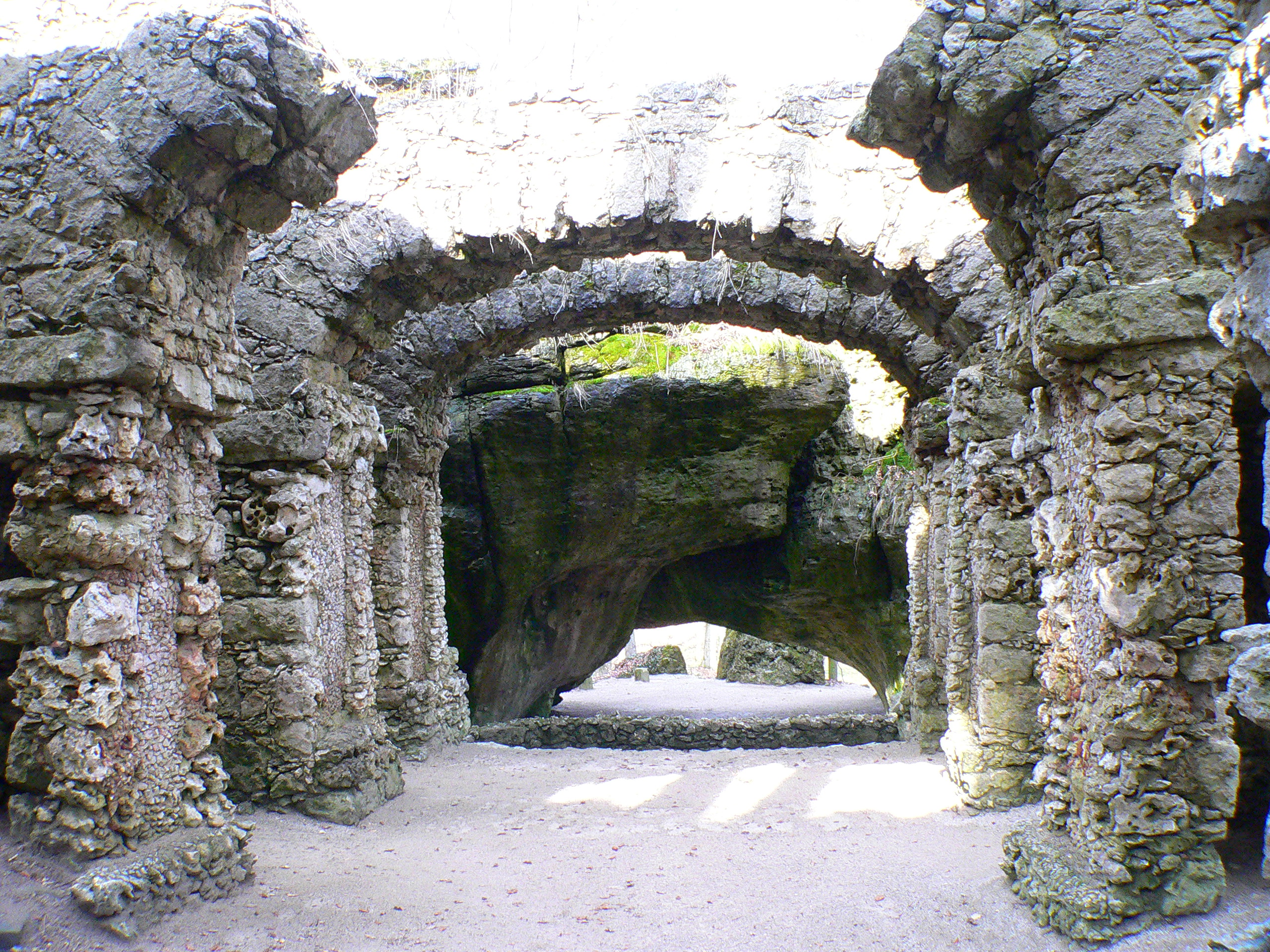
Ruinentheater Rückansicht 2009

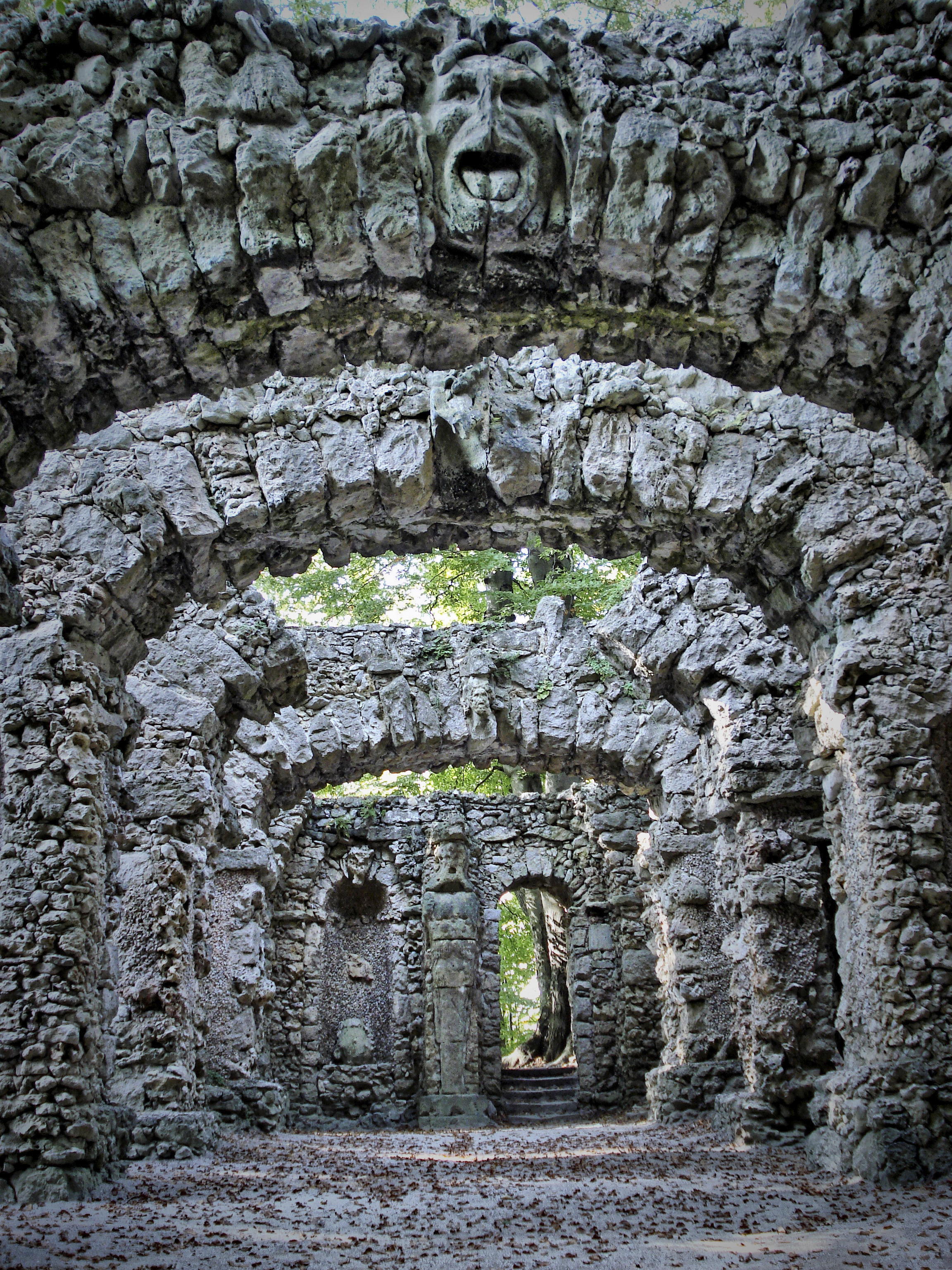
Ruinentheater 2010

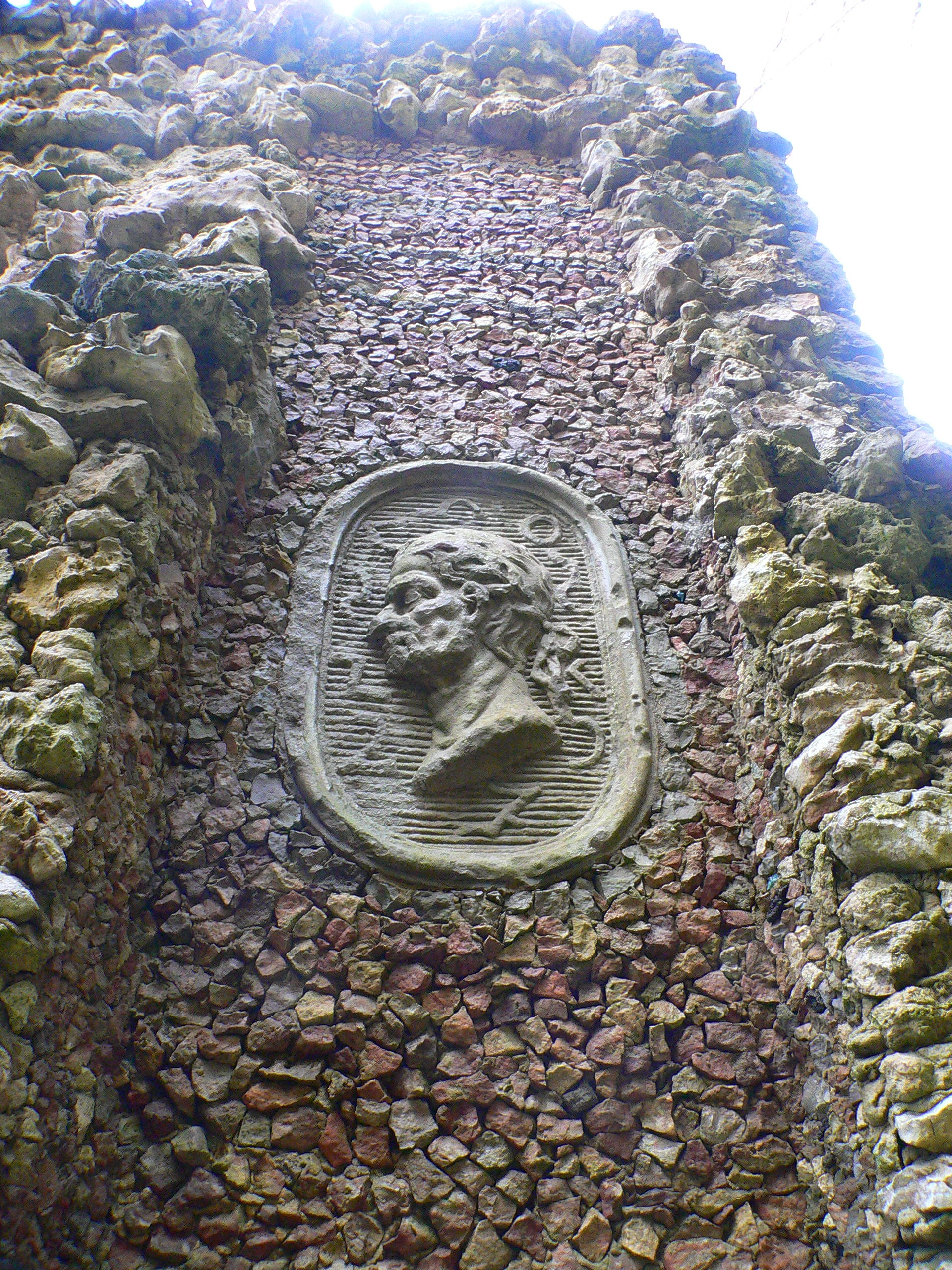
Bildnis des Vergil auf der vorderen Soffitte des Ruinentheaters

Der rechteckige offene Innenhof des Morgenländischen Baus mit den Kantenlängen von vier und sechs Metern liegt auf der Hauptachse des Gebäudes zwischen Saal und Gartenzugang. Außergewöhnlich ist eine mitten in der Hofostseite stehende mächtige Buche, die die architektonische Sichtachse in Richtung Felsengarten verstellt. Durch sie entsteht beim Blick durch die große Glastür des Mittelsaals zum Hof der Eindruck einer Vedute. Im 18. Jahrhundert wurde die Illusion beschrieben: Angenehm täuschend ist der Durchblick durch die Glastür. Man erblickt wie ein Gemälde einen stolz aufragenden Buchenstamm mit seiner gegen das Felsendunkel kontrastierenden Silberrinde. Es ist Natur. Nun erklärt sich die ungewöhnliche Raumorganisation des Morgenländischen Baus: Um diese mächtige Buche herum, in deren Rinde Markgraf Alexander 1771 seinen Namen schnitt und die 1823 und 1951 Nachpflanzungen wich, wurde der Morgenländische Bau geplant und ausgeführt. Das ursprüngliche Verhältnis zwischen Architektur innen und Natur außen in den geometrischen Gärten des Barock und Rokoko kehrt sich hier um.
Der Morgenländische Bau treibt auf originelle Weise den Kult um die seit dem Mittelalter zum regulären Bestand der deutschen und schweizerischen Gartenkunst gehörenden Baumlauben auf die Spitze. Der führende französische Gartentheoretiker des beginnenden 18. Jahrhunderts, Antoine-Joseph Dézallier d’Argenville, beschreibt sie wie folgt: Es gibt in Deutschland Bäume, die auf sehr sinnreiche Weise gezogen sind. Man stellt dort Säle her, 7–8 Fuß über der Erde, bei denen die Baumkrone selbst das Dach und die rings in Arkaden durchbrochenen Seitenwände bildet. Der Fußboden wird durch Holzpfeiler oder steinerne Säulen gestützt. Der Gartenhistoriker Erich Bachmann sieht in dem Morgenländischen Bau die architektonisierte Form dieser in Deutschland traditionellen Baumlauben in Sanspareil erstmals ausgeführt und damit zur damaligen Zeit wahrlich ohnegleichen.

### Ruinen- und Grottentheater
Das Ruinen- und Grottentheater im südöstlichen Teil des Felsengartens ist die einzige der Staffagen von Sanspareil, die seit ihrer Errichtung 1744 fast unversehrt erhalten geblieben ist. Der Bayreuther Hofarchitekt Joseph Saint-Pierre nahm als Vorlage das ebenfalls von ihm ein Jahr zuvor erbaute Ruinentheater in der Eremitage in Bayreuth. Beide Ruinen- und Felsentheater gelten als Erfindung der Markgräfin Wilhelmine. Als Vorbild diente das bis dahin einzige Beispiel eines Felsentheaters, das Steintheater auf dem Hellbrunner Berg nahe Salzburg, das zwischen 1610 und 1620 entstanden ist und einige gestalterische Parallelen zu Sanspareil aufweist.

#### Aufbau und Bedeutung
Hatte beim Theater in der Bayreuther Eremitage lediglich der Bühnenprospekt die Form einer künstlichen Ruine, wird in Sanspareil zusätzlich auch der Zuschauerraum zur Szene. Wie in Salzburg-Hellbrunn befindet er sich unter einer mächtigen natürlichen Felsenbrücke und wie dort gehören auch in Sanspareil die umliegenden Felsformationen zum Prospekt. Zum historisierenden Element der künstlichen Ruine trat dann noch das naturalistisch-mythische der gesamten Szenerie, das in dem ursprünglich vorhandenen statuarischen Schmuck Ausdruck fand. So kauerten zu Füßen des wie aus dem Felsen wachsenden vorderen Soffittenbogens die Statuen zweier Satyrn, darüber auf Pilaster gesetzt zwei ovale Büstenreliefs mit den Idealbildnissen von Homer und Vergil. Die Pilaster gingen in Füllhörner über, zwischen denen mittig der Scheitelstein in Form des Medusenhaupts hervor ragte. Während der Scheitelstein des zweiten Bogens als tragische Maske ausgearbeitet war, erscheint der dritte Bogen unvollendet, um den Ruinencharakter zu verstärken. Es folgen zwei weitere Bögen, deren letzter als Fragment die Bühnenrückwand bildet, von der eine kurze Treppe nach hinten ins Freie führt. Der Mittelsäule der Rückwand ist eine Herme mit der Büste des Terminus vorgesetzt. Höhe und Weite der fünf Soffittenbögen werden zur Rückwand hin geringer, um den Bühnenraum tiefer erscheinen zu lassen. Vor der eigentlichen Bühne befindet sich ein ummauerter Orchestergraben.
Garten- und Freilichttheater, auch mit Grotten und antiken Ruinen, sind seit dem 16. Jahrhundert bekannt. Neu an den Felsentheatern in Bayreuth und besonders ausgeprägt in Sanspareil ist die Aufhebung der Trennung zwischen den bisher eigenständigen Bühnenelementen Kulisse und Staffage. Die in die freie Felsenlandschaft einbezogene steinerne Architektur macht die Theaterkulisse zur Staffage im Programm des Gartens.

#### Nutzung
Es ist nicht belegt, ob es vor 1980 Aufführungen im Felsentheater Sanspareil gegeben hat, doch deuten Orchestergraben und Zuschauerhöhle darauf hin, dass dergleichen zumindest geplant war. Die vorgegebene Szenerie schränkte naturgemäß die Themenauswahl ein, die künstliche Ruine erzeugte, im Gegensatz zu den gewohnten Theatern des Barock und Rokoko mit ihren transparenten, phantastischen Kulissen keine Illusionen, sondern Reflexionen über die Vergänglichkeit und Nichtigkeit alles Irdischen.
Seit 1985 bespielt die Studiobühne Bayreuth in den Sommermonaten das Ruinen- und Grottentheater im Felsengarten Sanspareil regelmäßig mit Stücken aus ihrem aktuellen Programm. Sporadisch finden auch Konzerte im Felsentheater statt. Ist der Felsengarten ansonsten frei zugänglich, muss für diese Aufführungen Eintrittsgeld bezahlt werden.